# Condado de la Puebla del Maestre

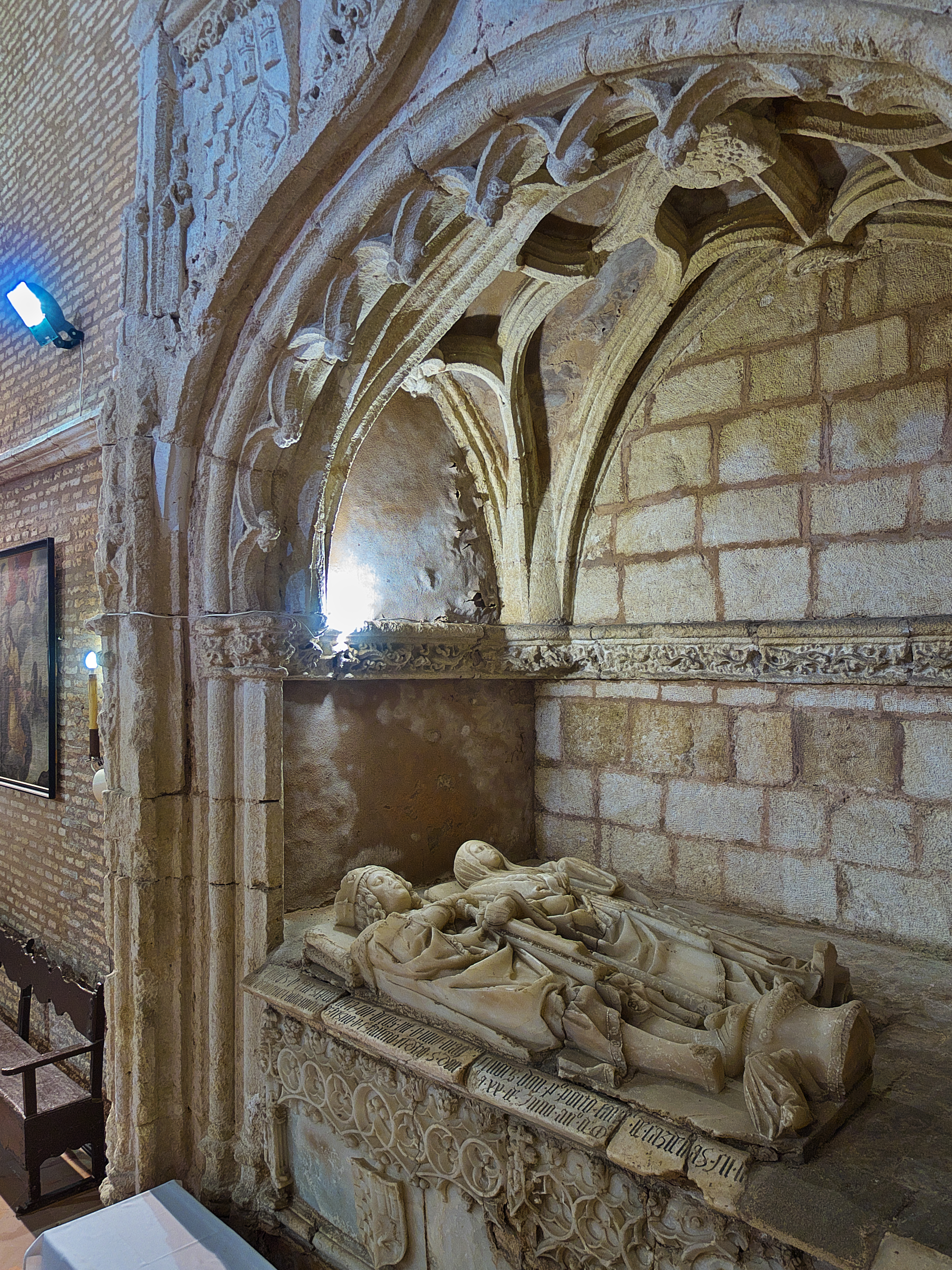
Bultos yacentes de Pedro Portocarrero el Sordo (c.1450-1519), VIII señor de Moguer y VI de Villanueva del Fresno, del Consejo de los reyes Juana I y Carlos I, alcalde mayor de Sevilla y de Jerez de los Caballeros, comendador mayor de Castilla en la Orden de Santiago, y de Juana de Cárdenas, su mujer (c.1452-c.1520), II señora de la Puebla del Maestre, hija del maestre de Santiago Alonso de Cárdenas, fundador de dicha puebla. Casaron en Valencia del Ventoso en 1473 y fijaron su morada en Jerez de los Caballeros, donde tuvieron por criado a Vasco Núñez de Balboa, futuro descubridor del Mar del Sur. Procrearon numerosa prole, y hacia el año 1500 cedieron el estado de la Puebla propter nuptias a Alonso de Cárdenas y Portocarrero, su segundogénito (c.1475-1541), que en 1506 fue creado conde de la Puebla del Maestre por el rey Fernando el Católico. En 1514 fundaron cuatro mayorazgos en favor de sendos hijos del matrimonio, con facultad real. Mandaron labrar este sepulcro para su enterramiento en la iglesia del Monasterio de Santa Clara, del que eran patronos en su villa de Moguer. Cepeda Adán lo describe como «uno de esos bellos sepulcros de la época que en sus cartelas nos hablan de campañas por las tierras granadinas y en la actitud de cuyos personajes descubrimos un gesto de melancolía y orgullo en chocante contraste».

El condado de la Puebla del Maestre es un título nobiliario español, de Castilla, que desde 1780 comporta la dignidad de grande de España.
Fue concedido en 1506 por el rey Fernando el Católico, regente por incapacidad de su hija la reina Juana I, en favor de Alonso de Cárdenas y Portocarrero, comendador de Mérida en la Orden de Santiago, señor de las villas de la Puebla del Maestre, Lobón, Villacelumbre y Castellanos, todas en Extremadura, reino de León y actual provincia de Badajoz, y de las de Gérgal, Bacares y Velefique en el reino de Granada y actual provincia de Almería.
En 1625 el rey Felipe IV creó el marquesado de Bacares como título de espera para los primogénitos de esta casa, en cabeza de Diego de Cárdenas y Herrera, primogénito del IX conde, a quien sucedió doce años después. 
Al condado de la Puebla del Maestre le fue otorgada la grandeza de España de segunda clase por el rey Carlos III mediante real decreto de 23 de abril de 1780 y real despacho de 29 de junio siguiente, en cabeza de la XVII condesa, Isabel María Pacheco Portocarrero y Cárdenas, XII marquesa de Bacares, IV de la Torre de las Sirgadas y consorte del IV del Vado del Maestre, poseedora de las aduanas y portazgos de la ciudad de Badajoz y del alferazgo de la de Jerez de los Caballeros.
Parece que este título fue creado con la denominación original de conde de la Puebla de Llerena, que se mudaría después por la actual, o con la de la Puebla de la Fuente o la Puebla de Cárdenas, que indistintamente recibían los primitivos poseedores de la merced. Todas ellas aludían a la actual villa y municipio extremeño de la Puebla del Maestre, situada cerca de la ciudad de Llerena, en la provincia de Badajoz, y que debe su nombre a haber sido fundada (hacia 1483) por Alonso de Cárdenas, abuelo materno del concesionario, capitán general de Córdoba y de Sevilla y último maestre de la Orden de Santiago. El Maestre obtuvo a perpetuidad el señorío jurisdiccional de esta puebla y su término por derecho de población.

## Mayorazgo
El mayorazgo de esta casa, por el que se rige la sucesión del título, fue fundado en 1514 por Pedro Portocarrero el Sordo, VIII señor de Moguer y VI de Villanueva del Fresno, del Consejo de los reyes Juana I y Carlos I, alcalde mayor de Sevilla y de Jerez de los Caballeros, comendador mayor de Castilla en la Orden de Santiago, y por Juana de Cárdenas, su mujer, II señora de la Puebla del Maestre, hija del Maestre que fundó esta villa y castillo. Estos señores instituyeron cuatro mayorazgos en favor de sendos hijos del matrimonio por escritura que otorgaron en Villanueva del Fresno el 19 de diciembre de 1514, con facultad de los Reyes Católicos dada en Logroño el 15 de agosto de 1495. El segundo de ellos fue el de la Puebla del Maestre, por el que vincularon esta villa, con su castillo y coto redondo, en favor de Alonso de Cárdenas, su hijo segundo, a quien años antes se la habían cedido propter nuptias, y que ya era desde 1506 el I conde de la Puebla. Además de dicho estado, señalaron para integrar este mayorazgo las villas de Gérgal y Bacares en el reino de Granada, y la de Villacelumbre y el lugar y fortaleza de Castellanos en Extremadura; las dehesas de Palacio Quemado (en término de Alange), del Guijo (en término de Valencia de las Torres) y de Mexía (en término de Montemolín), las herrerías, casas, huertas, bodegas, batanes, molinos, tinte, viñas y tierras de pan llevar que poseían en San Nicolás del Puerto, corregimiento de Sevilla; 240.000 maravedís de juro situados en Llerena; las casas, huerta, mesones, tierras de pan llevar y molino que poseían en esta villa (ciudad desde 1640); el patronato de la iglesia de Santiago de Llerena y su capilla mayor, con la presentación de su curato, y el patronato de la capilla y capellanía fundadas por el comendador Garci López de Cárdenas en la iglesia de San Pedro de Ocaña.

## Señores y condes de la Puebla del Maestre
|                                                                    | Titular                                                      | Periodo                                                     |
| Señores de la Puebla del Maestre (por derecho de población)        | Señores de la Puebla del Maestre (por derecho de población)  | Señores de la Puebla del Maestre (por derecho de población) |
| ------------------------------------------------------------------ | ------------------------------------------------------------ | ----------------------------------------------------------- |
| I                                                                  | Alonso de Cárdenas, el Maestre                               | c.1483-1493                                                 |
| II                                                                 | Juana de Cárdenas                                            | 1493-c.1500                                                 |
| III                                                                | Alonso de Cárdenas y Portocarrero (I conde)                  | c.1500-1541                                                 |
| Condes de la Puebla del Maestre (concesión de Juana I de Castilla) |                                                              |                                                             |
| I                                                                  | Alonso de Cárdenas y Portocarrero                            | 1506-1541                                                   |
| II                                                                 | Pedro de Cárdenas y Figueroa                                 | 1541-1573                                                   |
| III                                                                | Alonso de Cárdenas y Toledo                                  | 1573-1594                                                   |
| IV                                                                 | Alonso de Cárdenas y Mendoza                                 | 1594-1603                                                   |
| V                                                                  | Brianda de Cárdenas y Mendoza                                | 1603-1604                                                   |
| VI                                                                 | Guiomar de Corella y Cárdenas                                | 1604-1611                                                   |
| VII                                                                | Luis de Cárdenas y Toro                                      | 1611-1612                                                   |
| VIII                                                               | Alonso de Cárdenas y González                                | 1612-1615                                                   |
| IX                                                                 | Lorenzo de Cárdenas Valda y Zárate                           | 1618-1637                                                   |
| X                                                                  | Diego de Cárdenas y Herrera                                  | 1637-1659                                                   |
| XI                                                                 | José Alejo de Cárdenas Ulloa y Zúñiga                        | 1659-1665                                                   |
| XII                                                                | Francisca de Cárdenas Cabrera y Bobadilla                    | 1665-1669                                                   |
| XIII                                                               | Lorenzo de Cárdenas Ulloa y Zúñiga                           | 1670-1706                                                   |
| «XIV»                                                              | María Carlota Osorio y Cárdenas                              | 1706-1707                                                   |
| XIV                                                                | Catalina de Cárdenas Portugal y Colón de Toledo              | 1707-1707                                                   |
| XV                                                                 | Lorenza de Cárdenas Portugal y Colón                         | 1707-1710                                                   |
| XVI                                                                | Mariana Enríquez de Cárdenas y Portugal                      | 1710-1761                                                   |
| XVII                                                               | Isabel María Pacheco Portocarrero y Cárdenas                 | 1762-1782                                                   |
| XVIII                                                              | Francisco de Paula Fernández de Córdoba y Pacheco            | 1782-1824                                                   |
| XIX                                                                | Francisco de Paula Fernández de Córdoba y Pacheco            | 1850-1858                                                   |
| XX                                                                 | Francisco de Paula Fernández de Córdoba y Montes             | 1859-1915                                                   |
| XXI                                                                | Francisco de Paula Fernández de Córdoba y Fernández          | 1918-1956                                                   |
| XXII                                                               | María Teresa Fernández de Córdoba y Castañeda                | 1958-2004                                                   |
| XXIII                                                              | Francisco de Paula Bernaldo de Quirós y Fernández de Córdoba | 2004-hoy                                                    |

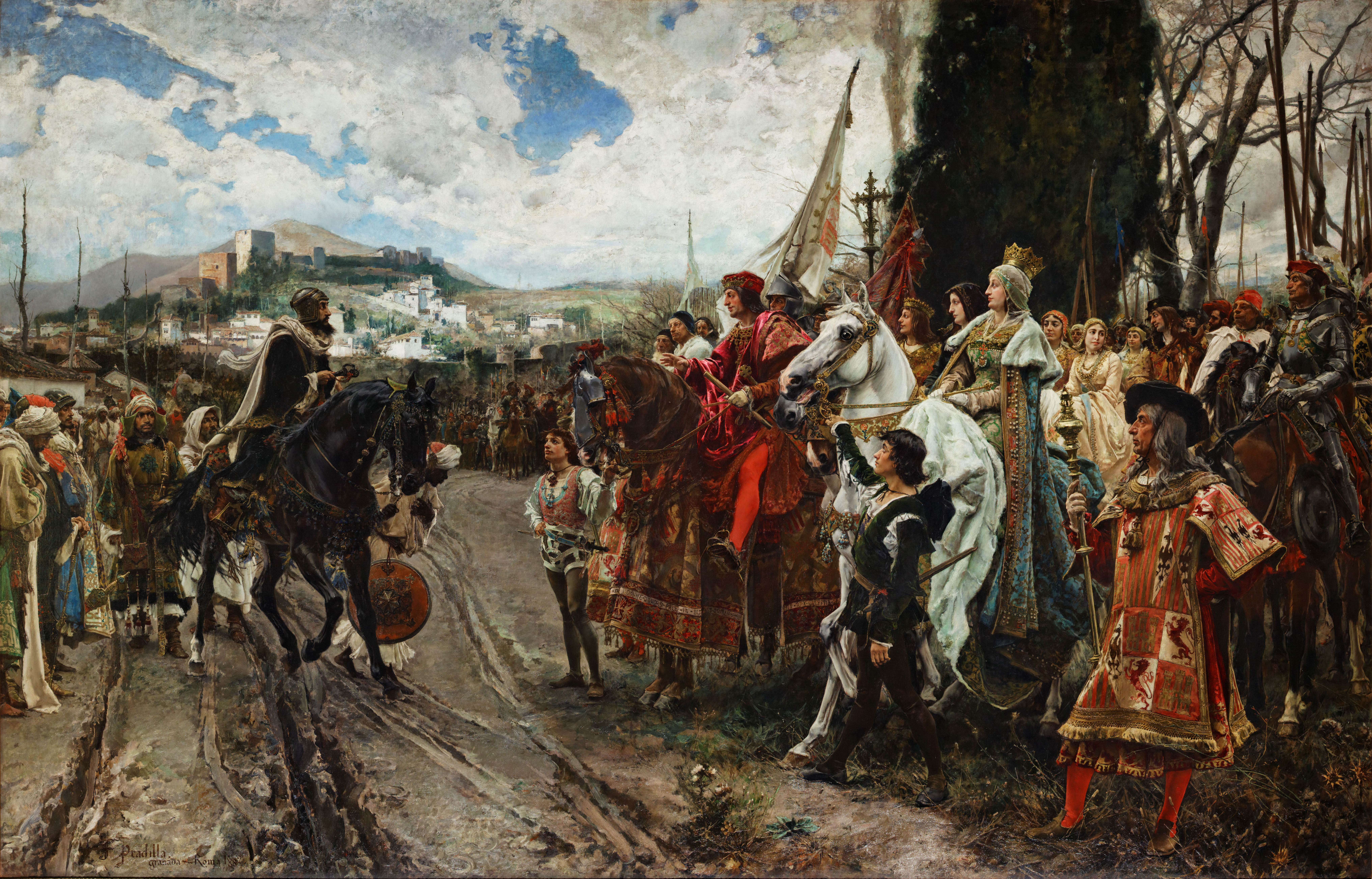
El maestre Alonso de Cárdenas, fundador y primer señor de la Puebla del Maestre, mandó las huestes de la Orden de Santiago durante toda la Guerra de Granada, obteniendo su más señalada victoria personal en Cártama (1485). En el año 1492, el anterior a su muerte, se halló en la toma de la ciudad de Granada por los Reyes Católicos, quienes en premio de sus servicios le repartieron las villas de Gérgal y Bacares en aquel reino. Figura entre los confirmantes del privilegio rodado de las Capitulaciones de Granada, por lo que fue uno de los últimos ricoshombres de Castilla. El historiador Gonzalo Fernández de Oviedo, que siendo muy mozo asistió también a la culminación de la Reconquista de España, guardaba un vívido recuerdo de este magnate: «Y el maestre don Alonso de Cárdenas yo le vi en el Real que los Cathólicos Reyes don Fernando e doña Ysabel tovieron sobre Granada quando la ganaron; e después de la persona del rey e del príncipe don Johan, mi señor, este maestre era la persona más precedente. El qual fue valerosísimo, e su esfuerço e lança e autoridad estimado por uno de de los principales capitanes que en su tiempo España tuvo. E su casa e estado de renta e vasallos, la mayor de España después de la Real; e tan valeroso en sí, que por su proprio ser alcançó tan gran dignidad contra muchos e grandes competidores. E fue crudo cuchillo a los infieles del reino de Granada, y en aquella sancta guerra utilíssimo señor para ampliar la república christiana, porque fue muy venturoso en las armas e muy diestro en las cosas de la guerra, en tanto grado, que ninguno de los maestres pasados de su Orden le hizo ventaja. Y para colmar su buena ventura e loable fin, se halló en el çerco e Real de la gran çibdad de Granada cuando la ganaron los Reyes Cathólicos, año de 1492 años. En el qual exerçiçio sirvió mucho a Dios e a sus reyes con su persona e consejo, e con sus cavalleros, así de la Orden como de su casa, que fue la mayor e más importante de Castilla en aquel tiempo. [...] E muchos que oy biven, vimos acabar de destruyr e de estirpar la secta del abominable Mahoma en nuestra España, donde estaba arraygada desde el año de la Natividad de Christo de 720 años. En la qual conclusión de moros obró mucho la lança y esfuerço de este muy ilustre maestre. [...] Desde mançebo fue muy exercitado en las armas e cosas de la guerra, e muy bien quisto de los cavalleros de la Orden. [...] Yo vi la casa del maestre en el Real de sobre la gran çibdad de Granada, quando se ganó, e allí estuvo él en persona; e tenía sobre mil de cavallo su vandera, y en esos, muchos nobles cavalleros de su hábito. Y por cosa notoria os digo que su estado e casa del maestre era, todas las veces quel quería juntar de sus cavalleros de la orden e de su casa e a ella allegados e parientes e amigos, dos mil de a cavallo.» La Rendición de Granada (1882), por Francisco Pradilla. Palacio del Senado (Madrid).

La Puebla del Maestre debe su nombre precisamente a haber sido fundada por Alonso de Cárdenas, último maestre de dicha Orden, que fue el abuelo materno del I conde. Durante la segunda mitad del siglo XV los Cárdenas copaban las encomiendas santiaguistas de la Corona de Castilla. El Maestre era hijo de Garci López de Cárdenas, señor de Cervera, comendador mayor de León y trece de la Orden y uno de los que en 1445 eligieron por maestre al condestable Álvaro de Luna; nieto de Garci López de Cárdenas, señor de Cárdenas, comendador de Socovos en la misma Orden, y tataranieto de otro Garci López de Cárdenas, clavero de la de Calatrava. Alonso fue como su padre comendador mayor León, y tras su segunda elección al maestrazgo cedió esta encomienda a su primo Gutierre de Cárdenas, cabeza del linaje a la sazón e hijo de Rodrigo de Cárdenas, comendador de Valencia del Ventoso, y dio otras a más deudos suyos.

El maestre Cárdenas casó con Leonor de Luna, que era hermana de Juan de Luna, prior de Castilla y León en la Orden de San Juan; hija ilegítima de Rodrigo de Luna, también prior sanjuanista de Aragón y de Castilla, y nieta de Juan Martínez de Luna, señor de Morata de Jalón, y de Teresa de Albornoz, su segunda mujer, que era hermana de María de Albornoz, la mujer de Enrique de Villena el Nigromante, maestre de la Orden de Calatrava (1404-1407). Leonor era sobrina carnal de Pedro de Luna, arzobispo de Toledo, del citado condestable Álvaro de Luna, maestre de Santiago (1445-1453), y de otro Juan Martínez de Luna, señor de Morata, que por su matrimonio con Aldara Ruiz Cabeza de Vaca fue cuñado de Pedro Fernández Cabeza de Vaca, también maestre de Santiago (1383-1384). Y sobrina nieta del antipapa Benedicto XIII, el Papa Luna.

Juana de Cárdenas, II señora de la Puebla, hija del maestre Cárdenas y de Leonor de Luna, casó con Pedro Portocarrero el Sordo, señor de Moguer y comendador mayor de Castilla en la Orden de Santiago, que era hijo de Juan Pacheco, I marqués de Villena, maestre de la misma Orden (1467-1474), y de María Portocarrero, su segunda mujer, señora de Moguer, hija a su vez de Pedro Fernández Portocarrero, señor de Moguer (cuya hermana Elvira casó con el dicho Álvaro de Luna), y de Beatriz Enríquez, su mujer, hija del almirante Alfonso Enríquez y nieta de Fadrique Alfonso de Castilla, también maestre de Santiago (1342-1358). El citado Juan Pacheco, maestre de Santiago, y su hermano Pedro Girón, maestre de Calatrava (1445-1466), fueron aquellos «dos hermanos, / maestres tan prosperados / como reyes, / c'a los grandes e medianos / truxieron tan sojuzgados / a sus leyes». Se criaron como pajes en la casa del repetido condestable y maestre y fueron hijos de María Pacheco, señora de Belmonte, y de Alfonso Téllez Girón, señor de Frechilla, que era sobrino nieto 2.º de Gonzalo Ruiz Girón, maestre de Santiago (1275-1280). Pedro transmitió el maestrazgo de Calatrava a su hijo Rodrigo Téllez Girón.

El I conde de la Puebla del Maestre fue Alonso de Cárdenas y Portocarrero, hijo de Pedro Portocarrero y de Juana de Cárdenas y nieto por tanto, por ambas líneas, de sendos maestres de Santiago. Este señor casó con Elvira de Figueroa, hija de Gómez Suárez de Figueroa, II conde de Feria, y de María de Toledo, su segunda mujer, hija de los I duques de Alba. El padre de Elvira era biznieto de Lorenzo Suárez de Figueroa, señor de Monturque, maestre de Santiago (1387-1409), y su madre, sobrina tataranieta de García Álvarez de Toledo, igualmente maestre de Santiago (1359-1366).

En la imagen, el condestable y maestre Álvaro de Luna en actitud orante, vistiendo el hábito de Santiago y protegido por San Francisco de Asís. Retrato pintado en la predela del retablo de su capilla de la Catedral de Toledo y atribuido a Sancho de Zamora o a Juan Rodríguez de Segovia.

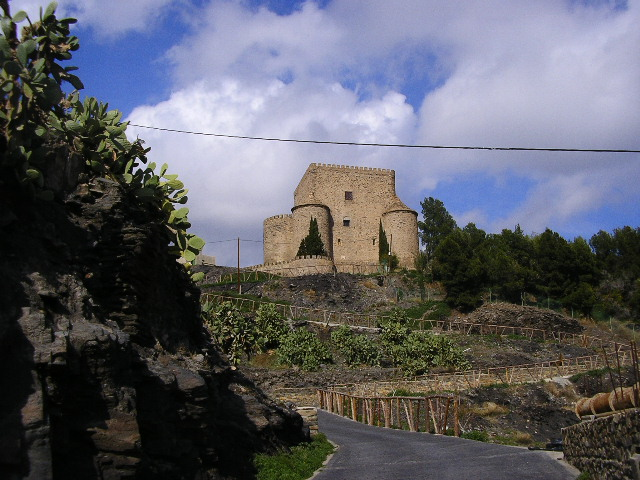
El Castillo de Gérgal se yergue sobre una de las lomas que forman las estribaciones de la sierra de los Filabres. Goza de amplias vistas sobre la villa y la rambla de Gérgal, y queda a su vez protegido al norte por la muralla natural que forma la loma de Tablas. Su fábrica es de mampostería de lajas gruesas de pizarra puestas horizontalmente. Toda la estructura y disposición del castillo está determinada por su función defensiva, observándose una estricta compartimentación de los distintos recintos: hay incluso aspilleras en dependencias interiores. El edificio se organiza alrededor de una torre central almenada, de planta cuadrada de 15,5 m. de lado, a cuyas esquinas se adosan cuatro cubos más bajos de planta circular, rematados por casamatas para artillería con cubierta cónica. Se accede al castillo a través de un postigo en recodo que queda encerrado dentro de otro cubo bajo, almenado, de planta ovalada y defendido por un matacán. Salpicadas por los muros se abren algunas troneras para armas de fuego portátiles. Todo se asienta sobre una plataforma elevada, con bastiones circulares en las esquinas y cercada por un muro almenado.
Durante el siglo XVI el castillo de Gérgal jugó un gran papel defensivo contra las razias de piratas turcos y berberiscos que desembarcaban en las costas almerienses y hacían rápidas incursiones de saqueo contra los cristianos con el apoyo de la población morisca, llevándose botín y cautivos. Y en 1568 fue uno de los focos de la insurrección de los moriscos iniciada aquel año. Pertenecía por entonces el estado de Bacares a Pedro de Cárdenas y Figueroa, II conde de la Puebla del Maestre, quien tenía como alcaide del castillo de Gérgal al morisco Francisco Puertocarrero. Al comenzar la rebelión, el dicho alcaide y su hijo de igual nombre atrajeron con engaño hasta el castillo a los cristianos de la villa, y los masacraron. Los sublevados se hicieron allí fuertes hasta que fueron expugnados por el marqués de los Vélez, y huyeron después a las montañas vecinas.
Tras la expulsión de los moriscos, entre 1571 y 1620, la zona quedó semidespoblada y expuesta al bandidaje de los forajidos. Durante el siglo XVII el castillo fue reconstruido por los condes de la línea tercera para restablecer el orden y favorecer la repoblación del señorío.
En la segunda mitad del siglo siguiente pertenecía a Isabel Pacheco Portocarrero, condesa de la Puebla del Maestre y marquesa de la Torre de las Sirgadas, quien lo utilizaba como pósito de los granos que percibía en concepto de diezmos y derechos señoriales.
La última dueña hereditaria fue María Luisa Fernández de Córdoba y Marín, nieta del XIX conde de la Puebla del Maestre. Esta señora murió sin descendencia hacia 1940, habiéndose extinguido también la de su única hermana, la marquesa de la Puebla de Ovando. En su testamento, legó el castillo al ayuntamiento de Gérgal, y el cortijo que poseía en el municipio al aparcero que lo llevaba. En 1968 el castillo pasó a ser propiedad del Estado, que tras declararlo alienable lo vendió en subasta pública a un particular en 1972.

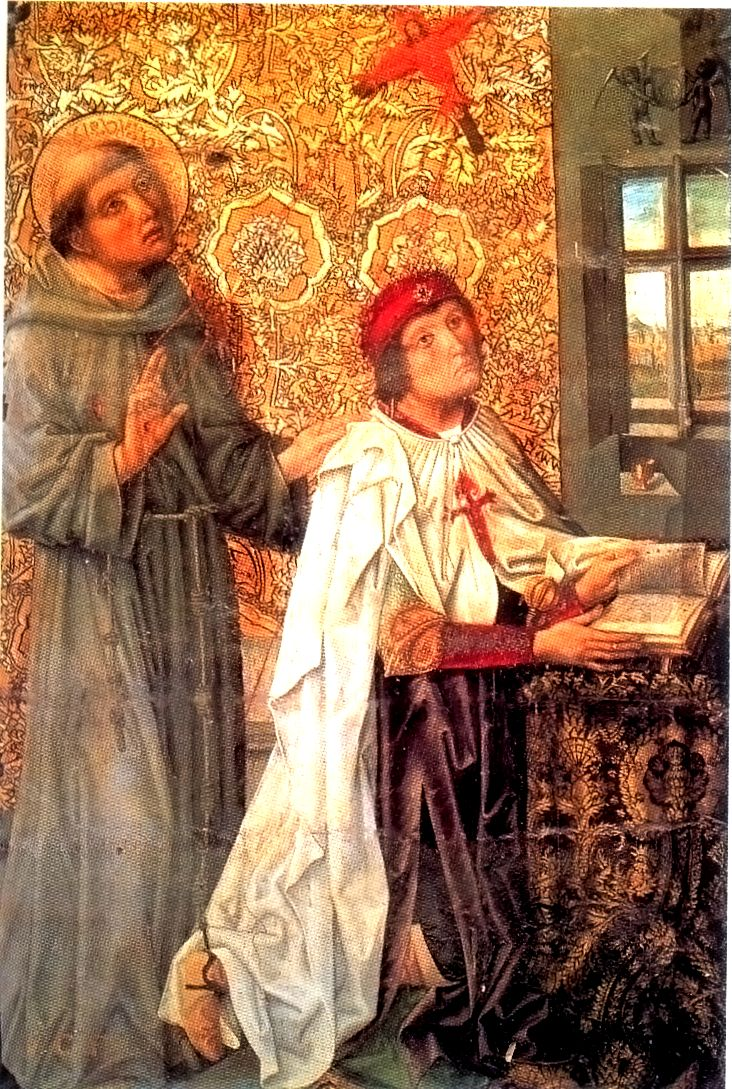
En la genealogía de los primeros condes de la Puebla del Maestre hay una llamativa abundancia de maestres de Santiago y otros dignatarios de las Órdenes Militares.
La Puebla del Maestre debe su nombre precisamente a haber sido fundada por Alonso de Cárdenas, último maestre de dicha Orden, que fue el abuelo materno del I conde. Durante la segunda mitad del siglo XV los Cárdenas copaban las encomiendas santiaguistas de la Corona de Castilla. El Maestre era hijo de Garci López de Cárdenas, señor de Cervera, comendador mayor de León y trece de la Orden y uno de los que en 1445 eligieron por maestre al condestable Álvaro de Luna; nieto de Garci López de Cárdenas, señor de Cárdenas, comendador de Socovos en la misma Orden, y tataranieto de otro Garci López de Cárdenas, clavero de la de Calatrava. Alonso fue como su padre comendador mayor León, y tras su segunda elección al maestrazgo cedió esta encomienda a su primo Gutierre de Cárdenas, cabeza del linaje a la sazón e hijo de Rodrigo de Cárdenas, comendador de Valencia del Ventoso, y dio otras a más deudos suyos.
El maestre Cárdenas casó con Leonor de Luna, que era hermana de Juan de Luna, prior de Castilla y León en la Orden de San Juan; hija ilegítima de Rodrigo de Luna, también prior sanjuanista de Aragón y de Castilla, y nieta de Juan Martínez de Luna, señor de Morata de Jalón, y de Teresa de Albornoz, su segunda mujer, que era hermana de María de Albornoz, la mujer de Enrique de Villena el Nigromante, maestre de la Orden de Calatrava (1404-1407). Leonor era sobrina carnal de Pedro de Luna, arzobispo de Toledo, del citado condestable Álvaro de Luna, maestre de Santiago (1445-1453), y de otro Juan Martínez de Luna, señor de Morata, que por su matrimonio con Aldara Ruiz Cabeza de Vaca fue cuñado de Pedro Fernández Cabeza de Vaca, también maestre de Santiago (1383-1384). Y sobrina nieta del antipapa Benedicto XIII, el Papa Luna.
Juana de Cárdenas, II señora de la Puebla, hija del maestre Cárdenas y de Leonor de Luna, casó con Pedro Portocarrero el Sordo, señor de Moguer y comendador mayor de Castilla en la Orden de Santiago, que era hijo de Juan Pacheco, I marqués de Villena, maestre de la misma Orden (1467-1474), y de María Portocarrero, su segunda mujer, señora de Moguer, hija a su vez de Pedro Fernández Portocarrero, señor de Moguer (cuya hermana Elvira casó con el dicho Álvaro de Luna), y de Beatriz Enríquez, su mujer, hija del almirante Alfonso Enríquez y nieta de Fadrique Alfonso de Castilla, también maestre de Santiago (1342-1358). El citado Juan Pacheco, maestre de Santiago, y su hermano Pedro Girón, maestre de Calatrava (1445-1466), fueron aquellos «dos hermanos, / maestres tan prosperados / como reyes, / c'a los grandes e medianos / truxieron tan sojuzgados / a sus leyes». Se criaron como pajes en la casa del repetido condestable y maestre y fueron hijos de María Pacheco, señora de Belmonte, y de Alfonso Téllez Girón, señor de Frechilla, que era sobrino nieto 2.º de Gonzalo Ruiz Girón, maestre de Santiago (1275-1280). Pedro transmitió el maestrazgo de Calatrava a su hijo Rodrigo Téllez Girón.
El I conde de la Puebla del Maestre fue Alonso de Cárdenas y Portocarrero, hijo de Pedro Portocarrero y de Juana de Cárdenas y nieto por tanto, por ambas líneas, de sendos maestres de Santiago. Este señor casó con Elvira de Figueroa, hija de Gómez Suárez de Figueroa, II conde de Feria, y de María de Toledo, su segunda mujer, hija de los I duques de Alba. El padre de Elvira era biznieto de Lorenzo Suárez de Figueroa, señor de Monturque, maestre de Santiago (1387-1409), y su madre, sobrina tataranieta de García Álvarez de Toledo, igualmente maestre de Santiago (1359-1366).
En la imagen, el condestable y maestre Álvaro de Luna en actitud orante, vistiendo el hábito de Santiago y protegido por San Francisco de Asís. Retrato pintado en la predela del retablo de su capilla de la Catedral de Toledo y atribuido a Sancho de Zamora o a Juan Rodríguez de Segovia.

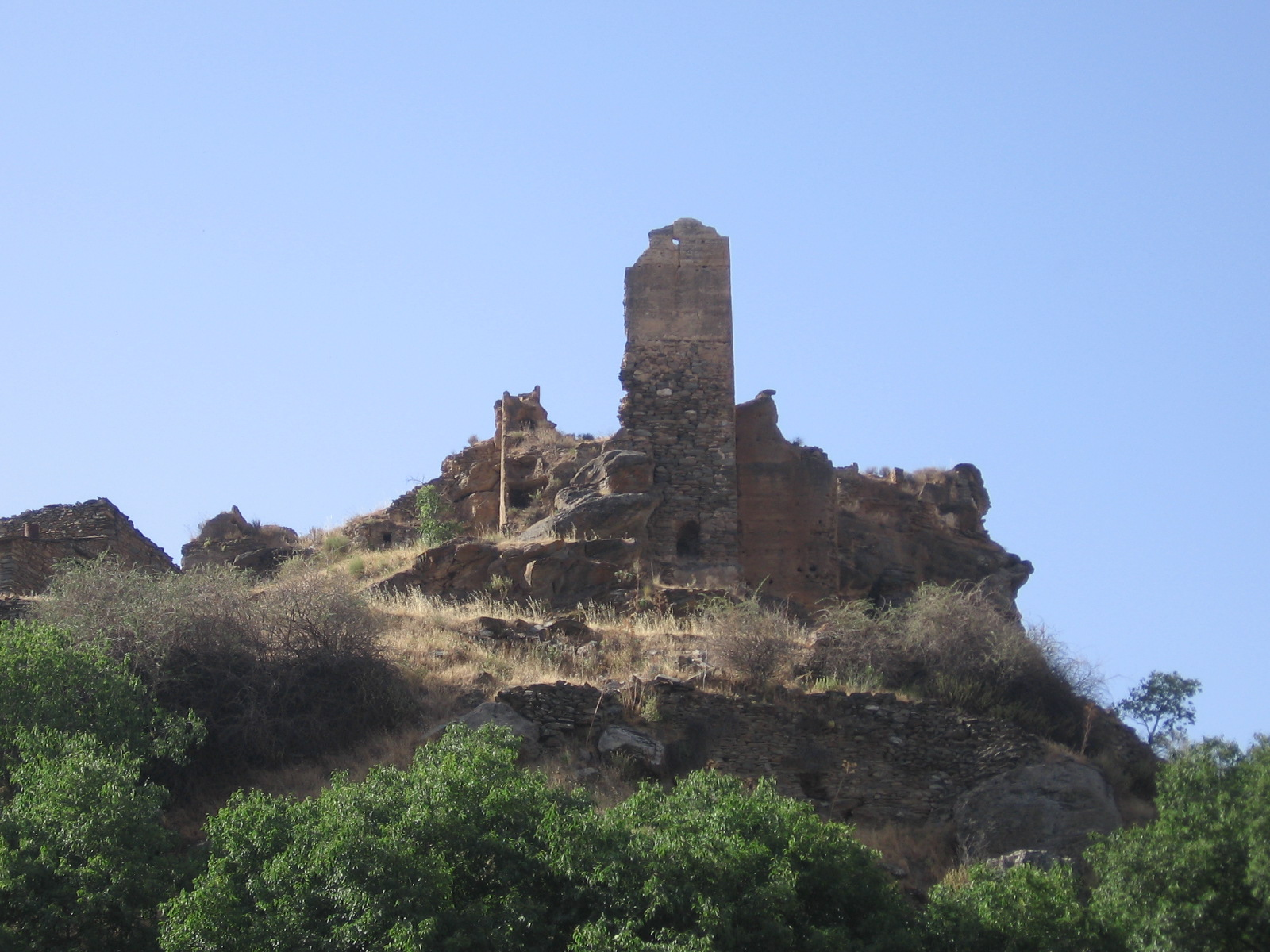
Ruinas del Castillo de Bacares. El 1492 los Reyes Católicos donaron las villas de Gérgal y Bacares, con sus castillos, fortalezas, vasallos, jurisdicción alta y baja, mero y mixto imperio, diezmos y alcabalas, a Alonso de Cárdenas, último maestre de la Orden de Santiago, que había tenido una destacada participación en la Guerra de Granada. El señorío se sucedió en sus descendientes los condes de la Puebla del Maestre. En 1625 el rey Felipe IV creó el marquesado de Bacares como título de espera para los primogénitos de esta casa, en cabeza de Diego de Cárdenas y Herrera, primogénito del IX conde, a quien sucedió doce años después.

Durante el siglo XVI el castillo de Gérgal jugó un gran papel defensivo contra las razias de piratas turcos y berberiscos que desembarcaban en las costas almerienses y hacían rápidas incursiones de saqueo contra los cristianos con el apoyo de la población morisca, llevándose botín y cautivos. Y en 1568 fue uno de los focos de la insurrección de los moriscos iniciada aquel año. Pertenecía por entonces el estado de Bacares a Pedro de Cárdenas y Figueroa, II conde de la Puebla del Maestre, quien tenía como alcaide del castillo de Gérgal al morisco Francisco Puertocarrero. Al comenzar la rebelión, el dicho alcaide y su hijo de igual nombre atrajeron con engaño hasta el castillo a los cristianos de la villa, y los masacraron. Los sublevados se hicieron allí fuertes hasta que fueron expugnados por el marqués de los Vélez, y huyeron después a las montañas vecinas.

Tras la expulsión de los moriscos, entre 1571 y 1620, la zona quedó semidespoblada y expuesta al bandidaje de los forajidos. Durante el siglo XVII el castillo fue reconstruido por los condes de la línea tercera para restablecer el orden y favorecer la repoblación del señorío.

En la segunda mitad del siglo siguiente pertenecía a Isabel Pacheco Portocarrero, condesa de la Puebla del Maestre y marquesa de la Torre de las Sirgadas, quien lo utilizaba como pósito de los granos que percibía en concepto de diezmos y derechos señoriales.

La última dueña hereditaria fue María Luisa Fernández de Córdoba y Marín, nieta del XIX conde de la Puebla del Maestre. Esta señora murió sin descendencia hacia 1940, habiéndose extinguido también la de su única hermana, la marquesa de la Puebla de Ovando. En su testamento, legó el castillo al ayuntamiento de Gérgal, y el cortijo que poseía en el municipio al aparcero que lo llevaba. En 1968 el castillo pasó a ser propiedad del Estado, que tras declararlo alienable lo vendió en subasta pública a un particular en 1972.

## Historia genealógica

### Origen de los Cárdenas
El abuelo del maestre fue
• Garci López de Cárdenas († 1414), cabeza de este linaje y V señor de la villa de Cárdenas en la Rioja, comendador de Socovos en la Orden de Santiago, fundador de la casa de la villa de Ocaña, que en 1407 se halló en la Cabalgada de Vera y Zurgena.
Era hijo de Lope Ruiz de Cárdenas, IV señor de Cárdenas, y nieto de otro Garci López de Cárdenas, III señor de Cárdenas y clavero de la Orden de Calatrava. Y descendía por línea de varón de los López de Haro, señores de Vizcaya.
Casó con María Cerón, natural de Sevilla, hija de Juan Cerón, señor de la Torre de Guadiamar y de las villas de Merlina y Castilleja de Talhara, alcalde mayor de dicha ciudad y alcaide de sus Reales Alcázares y Atarazanas, todo por juro de heredad, y de Constanza Martínez Carrillo, su mujer; nieta de Martín Fernández Cerón, vasallo del rey, poseedor de los mismos estados y oficios perpetuos, que vinculó en 1408, y de Leonor Sánchez de Mendoza, y materna de Nicolás Martínez de Medina, veinticuatro de Sevilla y tesorero mayor de Andalucía, y de Beatriz de las Roelas.

Su hijo segundo fue
• Garci López de Cárdenas (c. 1395-1459), señor de los lugares de Cervera y Casablanca en tierras de Cuenca, comendador mayor de León y trece de la Orden de Santiago. Fue natural y dueño de la casa de los Cárdenas de la villa de Ocaña, donde fundó y dotó largamente la capilla de su enterramiento en la iglesia parroquial de San Pedro. De niño se crio como paje en casa de Lorenzo Suárez de Figueroa, maestre de Santiago, y siendo aún de corta edad fue recibido como freire de esta Orden. En 1429 obtuvo la encomienda de Caravaca, después la dignidad de trece, y en 1442 la mayor de León, todo por merced del infante y maestre Don Enrique de Aragón, de quien fue estrecho colaborador y fiel consejero. En 1445, por muerte del infante, fue uno de los treces que asistieron en Ávila a la elección de nuevo maestre. Salió elegido el condestable Álvaro de Luna, que había sido gran enemigo del anterior, pero pronto Garci López se ganó su confianza, y al año siguiente fue enviado a poner fin al cisma de Rodrigo Manrique, comendador mayor de León, que se había autoproclamado maestre de la Orden con apoyos del rey Alfonso V de Aragón y del mismo príncipe de Asturias, Don Enrique. Gozó también de gran valimiento con el maestre Luna, y en 1450 emparentó con él al casar a su hijo Alonso con Leonor de Luna, sobrina de don Álvaro. A raíz de este casamiento, renunció a la encomienda mayor de León y el maestre se la concedió en seguida al dicho Alonso, que iniciaba así su propia carrera al maestrazgo.
El matrimonio que le atribuyen algunas fuentes con una señora del linaje Osorio es probablemente un error genealógico.
Casó con Leonor de Sandoval, que debió de traer en dote los estados de Cervera y Casablanca. Viuda sin prole de Juan Carrillo, señor de Anguix, e hija de Gutierre de Sandoval, IV señor de la Ventosa, y de Blanca Coello, su mujer, de los señores de Montalbo, El Hito y Villar de Cañas, todo en tierras de Cuenca. Fueron padres de
1. Alonso de Cárdenas, el Maestre, que sigue,
2. Gutierre de Cárdenas († a.1450), comendador de Villanueva de Alcaraz en la misma Orden, que murió mozo en Torija combatiendo contra las tropas de Juan II de Navarra, en la misma refriega en que su padre perdió la vista.[14]
3. Y Constanza de Cárdenas, señora de gran belleza a quien aludía el emblema de una golondrina que adoptó como empresa su marido.[23] Fue casada con Juan Zapata el Ayo, comendador de Hornachos y trece de la Orden de Santiago por merced de su cuñado el Maestre,[24] caballerizo mayor del rey Enrique IV y ayo del príncipe Don Juan, hijo tercero de Ruy Sánchez Zapata, señor de Barajas, doncel de la infanta Leonor de Aragón, reina de Castilla, y copero mayor de los reyes Enrique III y Juan II, y de Constanza de Aponte, su segunda mujer, de los señores de Monreal. Sus descendientes llevaron el apellido Cárdenas y fueron señores de Loeches hasta 1633.[25] Con sucesión en los condes de Casarrubios.

### Alonso de Cárdenas, el Maestre
El maestre fundador de la Puebla fue
• Alonso de Cárdenas (c. 1425-1493), I señor de la Puebla del Maestre, que hacia 1483 construyó el castillo de este lugar e inició su poblamiento, fundando así la villa y señorío. Como capitán general de Córdoba y de Sevilla, y después como maestre de Santiago, hizo grandes servicios a los Reyes Católicos en la Guerra con Portugal y en la de Granada, por lo que en el repartimiento de este reino recibió las villas de Gérgal y Bacares. Figura entre los confirmantes del privilegio rodado de las Capitulaciones de Granada, por lo que fue uno de los últimos ricoshombres de Castilla. De sus padres había heredado la casa de Ocaña, que siguió en su descendencia, y el estado de Cervera, que vendió luego, y hubo por compra muchas tierras en Extremadura y en el reino de Sevilla.
En la Orden de Santiago tuvo la encomienda mayor de León desde 1450, por renuncia de su padre y merced del maestre Álvaro de Luna, con cuya sobrina había contraído matrimonio. Por el año 1470, y como parte de su estrategia para alcanzar el maestrazgo, casó a sus dos hijas con sendos hermanos ilegítimos de Enrique de Guzmán, II duque de Medina Sidonia, cuyas vastas posesiones en el reino de Sevilla confinaban con algunas encomiendas de la Orden que por entonces resistían a la autoridad magistral. El duque y sus medio hermanos eran biznietos de Lorenzo Suárez de Figueroa, maestre que fue de Santiago. La mayor de dichas hijas quedó viuda enseguida, y Alonso la volvió a casar en 1473 con un hijo del marqués de Villena, maestre de la Orden a la sazón, a quien sucedería poco después en el maestrazgo.
Fue maestre en dos etapas: interinamente de 1474 a 1476, y segunda vez desde 1477 hasta su muerte, ocurrida en 1493. A raíz de la segunda elección concedió la encomienda mayor de León, que había gozado hasta entonces, a Gutierre de Cárdenas, su primo carnal, cabeza del linaje a la sazón, de quien proceden los duques de Maqueda. Después de los días de Alonso de Cárdenas, el maestrazgo vacó hasta que en 1499 el papa español Alejandro VI lo otorgó a los Reyes Católicos, con título de administradores. Esta administración fue renovada y perpetuada en favor del emperador y rey Carlos I por el papa flamenco Adriano VI, quedando incorporada a la Corona.
Casó con Leonor de Luna, que era hermana entera de Rodrigo de Luna, arzobispo de Santiago, y de Juan de Luna, prior de Castilla y León en la Orden de San Juan; hija ilegítima de Rodrigo de Luna, también prior sanjuanista de Aragón y de Castilla, y de Juana de Ardoz o de Tordesillas, su barragana; sobrina carnal de Pedro de Luna, arzobispo de Toledo, y del condestable Álvaro de Luna, maestre de Santiago y valido del rey Juan II de Castilla; nieta del ricohombre Juan Martínez de Luna, 2.º del nombre, señor de Morata de Jalón y de las baronías de Illueca y Gotor, todo en Aragón, y de Teresa de Albornoz, su segunda mujer, de los señores de este estado en tierras de Cuenca. Y sobrina nieta del antipapa Benedicto XIII, el Papa Luna. Tuvieron dos hijas:
1. Juana de Cárdenas, que sigue,
2. y Leonor de Cárdenas y Luna,[33] que casó con Juan Urraco de Guzmán, noble sevillano que se halló en la Batalla de la Ajarquía (1487), donde fue preso.[34] Este señor era medio hermano del primer marido de Juana: hijo bastardo de Juan Alonso Pérez de Guzmán, I duque de Medina Sidonia, III conde de Niebla, señor de Sanlúcar, Ayamonte y Lepe, y de Urraca de Guzmán, su manceba y prima carnal.[35] Con sucesión.[36]

### Fundadores del mayorazgo
En 1493 sucedió en los señoríos su hija
• Juana de Cárdenas (c.1452-c.1520), II señora de la Puebla del Maestre y del estado de Bacares.
Casó dos veces: la primera con Pedro de Guzmán el del Lunar (c.1450-1473), medio hermano de su cuñado Juan Urraco, el marido de su hermana Leonor. Era hijo bastardo de Juan Alonso de Guzmán, III conde de Niebla y I duque de Medina Sidonia, señor de Sanlúcar, Ayamonte y Lepe, quien le hubo en una doncella de buen linaje llamada Guiomar, hija de un alcaide de Sanlúcar, y nieto de Enrique de Guzmán, II conde de Niebla y V señor de Sanlúcar, y de Teresa de Figueroa, su primera mujer, hija del maestre de Santiago Lorenzo Suárez de Figueroa. Al poco tiempo de casados, Pedro murió en Alcalá de Guadaira junto con su hermano Alfonso, cuando ambos combatían contra el bando del marqués de Cádiz, enemigo de su hermano Enrique de Guzmán, II duque de Medina Sidonia.
Y habiendo quedado viuda y sin prole el 6 de marzo de 1473, contrajo segundas nupcias ese mismo año en Valencia del Ventoso con Pedro Portocarrero el Sordo (c.1450-1519), VIII señor de Moguer y VI de Villanueva del Fresno, del Consejo de los reyes Juana I y Carlos I, comendador mayor de Castilla y trece de la Orden de Santiago, alcalde mayor de la ciudad de Sevilla y de la villa de Jerez de los Caballeros. En la Guerra de Sucesión Castellana, este señor siguió —como su hermano el II marqués de Villena— la parcialidad de Doña Juana, incurriendo en el disfavor de los Reyes Católicos hasta que estos le otorgaron real cédula de perdón el 11 de septiembre de 1476. Después sirvió a las órdenes de su suegro en la Guerra de Granada. Adquirió el señorío de la villa de Chucena en el reino de Sevilla, y la mitad de Purchena en el de Granada, cerca del estado de Bacares.
Aunque hubo de su madre el apellido y estados de los Portocarrero, el segundo marido de Juana pertenecía al linaje de Acuña, o Pacheco-Girón. Era el segundo hijo varón del ricohombre de Castilla Juan Pacheco, I marqués de Villena, I duque de Escalona y I conde de Xiquena, maestre de la Orden de Santiago, y de María Portocarrero, su segunda mujer, señora de Moguer y de Villanueva del Fresno; nieto de Alfonso Téllez Girón, I señor de Frechilla, y de María Pacheco, señora de Belmonte, y materno de Pedro Fernández Portocarrero, V señor de Moguer, y de Beatriz Enríquez, hija del I almirante. Una de las capitulaciones que precedieron a este matrimonio fue que el hijo primogénito heredaría el estado de Moguer, y el segundogénito el de la Puebla. Esta cláusula era análoga a la que se estipuló para el casamiento de los padres del novio, en virtud de la cual el primogénito llevó el estado de Villena y el segundogénito el de Moguer, con imposición a cada uno del apellido y armas del linaje respectivo.
Pedro Portocarrero y Juana de Cárdenas fijaron su morada en la ciudad de Córdoba y después en la entonces villa de Jerez de los Caballeros, donde tuvieron por criado a Vasco Núñez de Balboa, futuro descubridor del Mar del Sur. Fueron enterrados en su villa de Moguer, en un bello sepulcro con sus bultos que mandaron labrar en el lienzo del evangelio de la capilla mayor de la iglesia del Monasterio de Santa Clara, del que eran patronos. En 1495 obtuvieron facultad de los Reyes Católicos para fundar cuatro mayorazgos, lo que efectuaron en 1514, llamando a poseerlos a cuatro de los quince hijos que tuvieron, y que fueron a saber:
1. Juan Portocarrero, el primogénito (c.1475-1544), IX señor de Moguer y VII de Villanueva, que en 1530 fue creado marqués de Villanueva del Fresno. En la Orden de Santiago tuvo primero la encomienda de Estepa, y al morir su padre le sucedió en la mayor de Castilla y dignidad de trece, también por merced del Emperador.[43] Fue como su padre alcalde mayor de Sevilla. En 1539 compró la jurisdicción de Villanueva de Barcarrota en más de treinta cuentos de maravedís. Casó con María Osorio, hija de Pedro Álvarez Osorio, I conde de Lemos, III señor de Cabrera y Ribera, y de María de Bazán, su segunda mujer; nieto de Rodrigo Álvarez Osorio, II señor de Cabrera y Ribera, y de Aldonza Enríquez, su primera mujer, hija del I almirante, y materna de Pedro de Bazán, I vizconde de la Valduerna, y de Mencía de Quiñones. Ambos fueron enterrados en el monasterio de Santa Clara de Moguer, del que eran patronos, en un arcosolio con sus bultos que hace pendant con el sepulcro de los padres de Juan. Tuvieron descendencia en que siguió este marquesado, y un nieto suyo fue creado conde de Montijo.[44] La casa de Villanueva del Fresno recayó por extinción de línea en la de Montijo, a la que se añadió por entronque la ducal de Peñaranda de Duero. Y todas quedaron agregadas a la de Alba a raíz del matrimonio contraído en 1848 por Francisca de Sales Palafox y Portocarrero, IX condesa de Montijo (hermana de la Emperatriz Eugenia) con Jacobo Fitz-James Stuart y Ventimiglia, XV duque de Alba y VIII de Berwick. Los poseedores de esta casa solían usar el dictado de «marqueses de Villanueva del Fresno y Barcarrota», y en virtud de ello la citada duquesa Paca de Alba obtuvo el reconocimiento oficial del marquesado de Barcarrota, que se ha sucedido desde entonces como título distinto del de Villanueva del Fresno, pese a que no existe su carta de creación.
2. Alonso de Cárdenas, I conde de la Puebla del Maestre, que sigue.
3. María Portocarrero, que no tomó estado. Estuvo capitulada para casar con Rodrigo de Melo (1468-1545), que después fue creado conde de Tentúgal y marqués de Ferreira, títulos de Portugal. Hijo primogénito de Álvaro de Braganza, señor de Tentúgal, presidente del Consejo de Castilla con los Reyes Católicos, y de Felipa de Melo Manuel de Villena y Meneses, señora de Ferreira de Aves, llamada «condesa de Olivenza»; nieto de Fernando, el II duque de Braganza, y de Juana de Castro, de los señores de Cadaval, y materno de Rodrigo de Melo, conde de Olivenza, y de Isabel de Meneses, de los señores de Vagos. Este matrimonio fue largamente aplazado y finalmente no se llevó a efecto. Rodrigo de Melo casó tardíamente con Leonor de Almeida, hacia 1510, y después contraería segundas nupcias. En relación con esto se dirá algo más al tratar del proyecto de boda, también frustrado, de la siguiente hija de los señores de Moguer.
4. Leonor de Luna, que entró monja clarisa en el convento de Moguer y después pasó al de Santa Inés de Sevilla, y de uno y otro fue abadesa.[45][46] Refiere Gonzalo Fernández de Oviedo que, antes de entrar en religión, esta señora estuvo capitulada para casar con Alonso de Sotomayor, que por entonces era muy muchacho y después fue IV conde de Belalcázar y IV vizconde de la Puebla de Alcocer. Hijo primogénito de Gutierre de Sotomayor y Zúñiga, el III conde y vizconde, y de Teresa Enríquez, su mujer, prima carnal del rey Fernando el Católico; nieto de otro Alonso de Sotomayor, el concesionario de ambas mercedes, y de Elvira de Zúñiga y Manrique de Lara, de los condes de Ayamonte; nieto materno del almirante Alonso Enríquez, III conde de Melgar y señor de Medina de Rioseco, y de María de Velasco, de los condes de Haro, y biznieto de Gutierre de Sotomayor, maestre de la Orden de Alcántara. Pero en el proyectado casamiento «se atravesó la Reyna Cathólica doña Ysabel, e no dio lugar a este matrimonio, porque quiso que el conde casase, como casó, con doña Ysabel de Castro e Portugal».[47] Dicha Isabel de Castro (llamada también Filipa, por su segundo nombre de pila), era hermana de Rodrigo de Melo, el I conde de Tentúgal y marqués de Ferreira, que estuvo capitulado para casar con María Portocarrero, hermana de Leonor de Luna, como se dijo en el párrafo anterior. El mal fin de los planes de boda de ambas hermanas tuvo una causa política: la intervención de la Corona en los matrimonios de la alta nobleza castellana y portuguesa.
5. Pedro Portocarrero (†1526), clérigo secular, obispo de Ciudad Rodrigo (1523-1525) y arzobispo de Granada (1525–1526).[48]
6. Juana de Cárdenas, que casó con Francisco de la Cueva (n.c.1475), III señor de la Adrada, hijo de Antonio de la Cueva y Mendoza, II señor de la Adrada, y de Elvira de Ayala, de los señores de Cebolla, y nieto de Beltrán de la Cueva, I duque de Alburquerque, maestre de Santiago, y de Mencía de Mendoza, de los duques del Infantado. Procrearon entre otros hijos a
  1. Antonio de la Cueva y Portocarrero (c.1500-1574), I marqués de la Adrada, corregidor de Córdoba y mayordomo mayor de la reina Ana de Austria. No tuvo descendencia aunque fue tres veces casado: con Isabel de Mendoza y Toledo (nieta de los II marqueses de la Valle Siciliana y materna de los de Villafranca),[49] con Petronila Fajardo y Pacheco, de los señores de la Puebla de Montalbán, y con María de Mendoza y Cisneros, de los condes de Coruña.
  2. Diego de la Cueva y Portocarrero, II marqués de la Adrada, que casó con Luisa de Sanquigel, dama de la reina Isabel de la Paz, y tampoco dejó prole.
  3.  E Isabel Benita de la Cueva y Portocarrero, mujer de Gonzalo Fernández de la Lama (c.1510-1558), señor de las casas y cotos de Lastras de la Lama (en el municipio de Monterrubio) y Villovela (en el de Escobar de Polendos) y del mayorazgo de los Monjaraz en la villa del Espinar, todo en la actual provincia de Segovia, regidor de esta ciudad, y que en Extremadura poseía las dehesas del Bravero, el Carrascal y Torre de Mari Esteban.[50] Con descendencia en que siguió la casa de la Adrada.[51]
7. Inés Portocarrero (c.1480-1546), que casó con Fernando Enríquez de Ribera (c.1478-1522), su deudo, capitán general de Sevilla. Este señor era hermano entero e inmediato sucesor de Fadrique Enríquez de Cabrera, a quien premurió, IV conde de los Molares y I marqués de Tarifa, VI adelantado y notario mayor de Andalucía, señor de Cañete, El Coronil y las Aguzaderas, que a su vez sucedió a su medio hermano Francisco Enríquez de Cabrera, anterior poseedor del condado y adelantamiento. Hijo de Pedro Enríquez de Quiñones, señor de Tarifa, adelantado de Andalucía, y de Catalina de Ribera, su segunda mujer; nieto de Fadrique Enríquez, I conde de Melgar, II almirante de Castilla, II señor de Medina de Rioseco, y de Teresa Fernández de Quiñones, su segunda mujer, de los condes de Luna, y materno de Perafán de Ribera, I conde de los Molares y III adelantado de Andalucía, y de María de Mendoza, su segunda mujer, hija del I marqués de Santillana. Tuvieron entre otros hijos a
  1. Juana Enríquez de Ribera (c.1500-c.1520), que fue la segunda mujer de Juan Sánchez de Velasco y Tovar, I marqués de Berlanga, viudo con prole de María Girón, de los condes de Ureña, y que casó tercera vez con Catalina de Mendoza, de los marqueses del Cenete. Hijo segundo de Íñigo Fernández de Velasco y Mendoza, II duque de Frías, IV conde de Haro, condestable de Castilla, y de María de Tovar y Vivero, su mujer, señora de Berlanga. El marqués de Berlanga tuvo de su primera mujer descendencia masculina en que siguió la casa de Frías. Con Juana Enríquez tuvo esta hija:
 Inés de Velasco y Tovar, que casó con Jerónimo de Acevedo y Zúñiga, IV conde de Monterrey, con posteridad en que siguió esta casa. De estos provienen también los condes-duques de Olivares.[52]

  2. Per Afán de Ribera y Portocarrero (1509-1571), I duque de Alcalá de los Gazules, II marqués de Tarifa, V conde de los Molares, VII adelantado y notario mayor de Andalucía, virrey de Cataluña y de Nápoles. Murió sin sucesión legítima, aunque fue casado con Leonor Ponce de León, hija de los marqueses de Zahara, y en la casa le sucedió su hermano 
  3.  Fernando Enríquez de Ribera (1527-1594), II duque de Alcalá de los Gazules, III marqués de Tarifa, VI conde de los Molares, VIII adelantado y notario mayor de Andalucía. Casó con Juana Cortés y Ramírez de Arellano, hija de Hernán Cortés de Monroy, I marqués del Valle de Oaxaca, adelantado, gobernador y capitán general de la Nueva España, y de Juana de Zúñiga, su mujer, de los condes de Aguilar de Inestrillas. Con sucesión en que siguió la casa de Alcalá.[53]
8. Beatriz Portocarrero (c.1490-1555), que fue la segunda mujer de Luis Méndez de Haro, veinticuatro de la ciudad de Córdoba, señor de las villas del Carpio y Morente en este reino y de las de Sorbas y Lubrín en el de Granada. Viudo sin prole de Luisa Pacheco, hermana del I marqués de Priego, e hijo de Diego López de Haro, señor de las villas castellanas del Busto y la Revilla, que trocó con el duque de Frías por las de Sorbas y Lubrín,[54] y de la mitad del Villar del Saz de Don Guillén en tierras de Cuenca, capitán general de Galicia, consejero de los Reyes Católicos y su embajador cerca del papa Alejandro VI, y de Beatriz de Sotomayor, su segunda mujer, señora del Carpio, Morente y Pinilla; nieto de Juan Alonso de Haro, señor del Busto y la Revilla, y de Aldonza Carrillo de Mendoza, de los condes de Priego, y materno de Luis Méndez de Sotomayor, señor del Carpio, y de Marina de Solier, de los alcaides de los Donceles.[55] Con prole. Padres del I marqués del Carpio.
9. Garci López Portocarrero o López de Cárdenas (c.1490-1525), señor de las villas de Alcalá de la Alameda y Chucena en el reino de Sevilla y actual provincia de Huelva, que entre otros estados le vincularon sus padres,[56] comendador de Alange y/o de la Puebla de Sancho Pérez en la Orden de Santiago. Casó «por amores» con Ana de Cervatón, señora de la villa y baronía de Antella en el reino de Valencia, natural de esta ciudad, dama de la reina Germana de Foix,[57] hija de Melchor de Cervatón, señor de Antella, y de Gracia Fabra, su mujer, y fueron padres de
Pedro López Pacheco Portocarrero (c.1530-1599), I marqués de Alcalá de la Alameda, señor de la baronía de Antella, caballero de Santiago. Casó tres veces: primera con Leonor de la Vega, su deuda, de quien no tuvo prole, hija de Luis Fernández Portocarrero y Bocanegra, I conde de Palma del Río, y de Leonor de la Vega Girón, su primera mujer, de los condes de Ureña. En segundas casó con Elvira de Figueroa, su sobrina 2.ª, señora de Lobón y de la Torre del Fresno, a quien se filiará más abajo como nieta del I conde de la Puebla. Y contrajo tercer matrimonio en 1582 con Francisca Enríquez, señora de Orce y Galera en el reino de Granada, hija de Enrique Enríquez de Luna el Gordo, señor de Orce, y de Juana Fajardo, su mujer y prima carnal, de los marqueses de los Vélez, y nieta de otro Enrique Enríquez de Luna (olim Alonso Enríquez de Guzmán), señor de Orce, hermano del III conde de Alba de Liste, y de Francisca Manrique, medio hermana del I marqués de los Vélez.[58] Con descendencia de las dos últimas.[59]
10. Alfonso Pacheco Girón (n.c.1490),[60] en quien fundaron sus padres el cuarto mayorazgo, con asiento en la Torre de las Sirgadas. Casó con María de Castro, y originaron la línea de los señores y marqueses de la Torre de las Sirgadas, en la que recayó la casa de la Puebla del Maestre al extinguirse la descendencia del otro Alonso, como más abajo se verá.
11. Diego Pacheco, que tomó el nombre de fray Francisco al profesar en la Orden Seráfica y murió en vida de su padre. Dejó 150.000 maravedís al convento y colegio franciscano de Salamanca y 50.000 al de Santa Elena de Llerena.[61]
12. Francisca Portocarrero (c.1490-1561),[62] que casó en 1513 con Juan de Sotomayor, IV señor de la villa de Alconchel en Extremadura, hijo de Gutierre de Sotomayor, III señor de Alconchel, y de Leonor de la Vega, su mujer y tía 2.ª; nieto de Juan de Sotomayor, el II señor, y de Juana de Figueroa (hija del I conde de Feria), y materno de Pedro Suárez de Figueroa (hermano de dicho conde), de los señores de Feria, y de Blanca de Sotomayor, de los señores de Bótova, y biznieto de Gutierre de Sotomayor, I señor de Alconchel, maestre de la Orden de Alcántara. No tuvieron descendencia.
13. Rodrigo Portocarrero o de Luna (c.1495-t.1552), eclesiástico.[63]
14. Catalina Portocarrero, que como su hermana Leonor de Luna fue abadesa del Monasterio de Santa Clara de Moguer, patronato de sus padres,
15. Y otra María Portocarrero, llamada la Menor, que fue monja en el convento de Santa Clara de la villa de Carmona (ciudad desde 1630).

### Primer conde de la Puebla del Maestre
Hacia 1500 Juana de Cárdenas y su marido cedieron el estado de la Puebla propter nuptias a su hijo segundo, que en 1506 fue agraciado con el título condal:
• Alonso de Cárdenas y Portocarrero (c. 1475-1541),  III señor y I conde de la Puebla del Maestre, señor de las villas de Gérgal, Bacares, Velefique y Villacelumbre, comendador de Mérida en la Orden de Santiago. Nació probablemente en Córdoba hacia 1475 y falleció el 15 de enero de 1541 (o 1544) en la casa y dehesa de Perales, que poseía por derecho de su mujer en términos de Lobón, Extremadura.
Casó con Elvira de Figueroa, señora de la villa de Lobón, que finó en 1564 y fue enterrada con su marido en la iglesia de Santiago de Llerena. Hija de Gómez Suárez de Figueroa, II conde de Feria, y de María de Toledo, su segunda mujer; nieta de Lorenzo Suárez de Figueroa, el I conde, y de María Manuel, señora de Montealegre y Meneses, y materna de García Álvarez de Toledo, I duque de Alba, y de María Enríquez de Quiñones, de los almirantes de Castilla.
Los primeros condes de la Puebla fundaron dos mayorazgos en favor de sendos hijos menores del matrimonio, con facultad real dada por el Emperador en Valladolid el 30 de junio de 1537, y mediante escrituras que otorgaron de mancomún en su casa de Perales, al término de Lobón. El 9 de abril de 1539 el de la Torre del Fresno, al que vincularon la jurisdicción de Lobón, por ante el escribano Gómez González. Y el 6 de enero de 1541 el de la Torre del Águila por otra que autorizó Pedro Páez. Fueron padres de
1. Pedro de Cárdenas y Figueroa, que sigue,
2. Gómez de Cárdenas y Figueroa (c. 1505-1593), señor de Lobón y primer poseedor del mayorazgo de la Torre del Fresno, natural de Llerena. Casó con Francisca de Toledo, su tía segunda, viuda sin prole de Francisco Zapata, comendador santiaguista. Esta señora testó en 1578 fundando nuevo vínculo en favor de su segundogénito, y era hija de Fernando de Toledo, señor de las Villorias, comendador mayor de León en la Orden de Santiago y halconero mayor del rey Fernando el Católico, y de Aldonza Pimentel, su segunda mujer, de los señores de Távara, y nieta de los primeros duques de Alba. Procrearon a
  1. Alonso Antonio de Cárdenas, señor de Lobón y de la Torre del Fresno, caballero de Santiago (1598), natural de Llerena y fallecido en 1605. Casó con Ana de Toledo y Lanuza, su deuda, hermana del justicia de Aragón Juan de Lanuza el Mozo, e hija de Juan de Lanuza el Viejo, también justicia mayor de dicho reino, y de Catalina de Urrea y Toledo, su mujer. De este matrimonio nació un solo hijo, llamado
Gómez de Cárdenas y Figueroa, que murió mozo en vida de su padre.

  2. Gómez de Cárdenas, señor de Lobón, primer poseedor del mayorazgo que le fundó su madre y tercero del de la Torre del Fresno, que murió sin sucesión.
  3. Y Elvira de Figueroa, señora de Lobón, que fue la segunda mujer de Pedro López Pacheco Portocarrero, su tío 2.º ya citado, I marqués de Alcalá de la Alameda, señor de la baronía de Antella, caballero de Santiago, hijo de Garci López Portocarrero, primer poseedor del mayorazgo de Alcalá, y de Ana de Cervatón, su mujer; nieto de Pedro Portocarrero el Sordo, señor de Moguer, y de Juana de Cárdenas, señora de la Puebla del Maestre, fundadores de dicho mayorazgo y del de la Puebla, y materno de Melchor de Cervatón, señor de la baronía de Antella, y de Gracia Fabra. Con sucesión en que siguió la casa de Alcalá de la Alameda, recayendo en la de Medinaceli.[59]
3. Alonso de Cárdenas (c. 1510-1605), corregidor de Cuenca y de Guadix, primer poseedor del mayorazgo de la Torre del Águila, que casó dos veces: primera con Ana de Toledo, su deuda, y después con Leonor de Castilla, hija de Francisco Tello, veinticuatro de Sevilla, y de Leonor de Castilla, su mujer; nieta de Juan Gutiérrez Tello y de María de Guzmán, y materna de Pedro Suárez de Castilla y de Leonor de Ulloa y Bobadilla. Alonso murió sin sucesión y, según lo dispuesto por sus padres, los bienes de su mayorazgo se partieron entre el de la Puebla del Maestre y el de la Torre del Fresno.
4. Garci López de Cárdenas (n. c. 1510), natural y alférez mayor de Llerena, comendador de la Puebla de Sancho Pérez en la Orden de Santiago. Se le identifica a menudo con el conquistador García López de Cárdenas, que pasó a la Nueva España con Francisco Vázquez de Coronado y descubrió el Cañón del Colorado, pero debían de ser personas distintas aunque parientes cercanos, paisanos y coetáneos. Probablemente el conquistador sería un vástago ilegítimo de la misma casa. Nuestro Garci López casó con Beatriz de Toro y Ulloa, natural también de Llerena y señora del donadío de esta villa, hija de Luis de Toro y Ulloa, señor del mismo donadío, y de Mencía de Solís y Sotomayor, su mujer; nieta de otro Luis de Toro y Ulloa y de Beatriz de Sotomayor. Fueron padres de
  1. Luis de Cárdenas y Toro, de quien se tratará más abajo pues fue el  VII conde de la Puebla del Maestre,
  2. y de Elvira de Cárdenas y Figueroa, señora del donadío de Llerena y del alferazgo de esta villa, donde nació en 1558.[68] Casó con Urbán de Peralta y Calderón (1555-1661), caballero de Alcántara y alférez mayor de Llerena (jure uxoris), hijo de Luis de Peralta, contador de S.M., y de Juana de Calderón Manrique. De quienes provinieron los Peralta Cárdenas, vizcondes de Villahermosa de Ambite y por entronque marqueses de Legarda, que también litigaron por los mayorazgos familiares.[69]
5. Lorenzo Suárez de Figueroa, natural de Llerena, gentilhombre de boca del rey Felipe II, que casó mediado el siglo en la entonces villa de Valladolid con Lorenza de Gamboa, o de Valda y Recalde, señora de las casas de Valda,[70] Recalde y Vizcargui en Azcoitia, provincia de Guipúzcoa, y patrona de la iglesia y monasterio de Santa María la Real de esta villa. Nacida en Valladolid en 1536, era hija primogénita de Juan de Valda y Guevara, señor de esta casa, y de María de Recalde e Idiáquez, su mujer; nieta de Fernando de Valda y Gamboa, que en 1533 fundó vínculo de la casa de Valda y del dicho patronato, y de María López de Guevara, y materna de Juan López de Recalde, señor de las casas de Recalde y Vizcargui, caballero de Santiago, proveedor general de las Armadas de España, y de Lorenza de Idiáquez o de Idiacaiz. Tuvieron por hijo único y sucesor a
Alonso de Cárdenas y Valda (c. 1555-1610), señor de las casas de Valda, Recalde y Vizcargui y del mayorazgo de la Torre del Fresno,[71] corregidor de las ciudades de Úbeda, Baeza y Córdoba. Nació en Valladolid a mediados de siglo y vivió mucho tiempo en Sevilla. Testó en Madrid el 12 de febrero de 1610 ante Santiago Fernández y murió pocos días después.[72] Casó tres veces: la primera en Sevilla con María de Zárate, su tía 2.ª, natural de esta ciudad, donde testó ante Francisco Alvadán el 4 de abril de 1588.[72] Hija de Diego Ortiz de Zárate, señor de las torres de Zárate en Artómaña (Álava),[73] caballero de Santiago y de la Espuela Dorada,[74] contador de la Casa de Contratación de Indias, natural de la ciudad de Orduña, y de María de Recalde e Idiáquez, su mujer, nacida en Azcoitia y hermana entera de la abuela materna de Alonso (también llamada María).[75] Alonso de Cárdenas y Valda casó en segundas con Isabel Pimentel, su sobrina 2.ª, a quien se filiará más abajo como hija del III conde de la Puebla del Maestre, sin prole. Y su tercera mujer fue Juana Ángela Manrique, dama de la infanta Catalina Micaela y de la reina Margarita de Austria, hija de Francisco de Orense Manrique, señor de Amaya, Peones y Melgar de Yuso, alférez mayor de la ciudad de Burgos, y de Isabel de Bernuy y Barba, de los señores de Benamejí. De la primera tuvo por hijos[76] a
  1. Lorenzo de Cárdenas Valda y Zárate (1576-1637), que seguirá como IX conde de la Puebla del Maestre.
  2. Alonso de Cárdenas Valda y Zárate, caballero de Alcántara,[77] paje del príncipe Don Felipe, que nació en Sevilla hacia 1578 y murió mozo.
  3. Diego de Cárdenas Valda y Zárate (1581-1654), caballero de Santiago,[78] gobernador y capitán general del Yucatán en la Nueva España,[79] maestre de campo general de las Armadas de Portugal y consejero de Guerra de este reino.[80] Fue preso en Lisboa al proclamarse la independencia de Portugal en 1640; sufrió cautividad en Torres Vedras y regresó a Madrid el 23 de diciembre de 1643.[81] Después fue capitán general de Guipúzcoa[80][82] y del Consejo de S.M. en los de Guerra e Indias y en la Junta de ambos.[83] Nació en Sevilla en 1581, bautizado en San Miguel, y se crio en Azcoitia con su abuela Lorenza de Balda;[80] testó en Madrid el 6 de febrero de 1654 a fe de Francisco Suárez,[81] y murió ese mismo año.[84] Después de regresar de Méjico hacia 1630, casó tardíamente en Sevilla con Ana Francisca de Portugal y Colón de Toledo, que era 28 años más joven que él y litigó por la casa de Veragua. Nacida en Madrid el 4 de mayo de 1609 y bautizada en San Sebastián,[85] murió en la misma villa, habiendo dado poder para testar a su yerno el duque de San Germán por ante Juan de Landín el 26 de diciembre de 1677. Era hija de Diego de Portugal y de Guiomar Colón de Toledo, su mujer y prima 2.ª; nieta de Jorge de Portugal y Colón de Toledo, de los condes de Gelves,[86] y de Ginebra Botti y Font,[87] y materna del licenciado Diego de Ortegón, oidor de Quito, y de Francisca Colón de Toledo y Pravia.[88] Tuvieron cuatro hijas:
    1. Catalina de Cárdenas Portugal y Colón de Toledo (c. 1635-1707), de quien se tratará más abajo pues fue la XIV condesa de la Puebla del Maestre,
    2. Francisca de Cárdenas Portugal y Colón (c. 1640-1697), que no tomó estado. Poseyó un mayorazgo de segundogénitos fundado por Francisca Colón de Toledo y Pravia, su bisabuela.[89]
    3. Lorenza Francisca de Cárdenas Portugal y Colón (1645-1710), que seguirá después de Catalina como XV condesa de la Puebla del Maestre,
    4. y María de Cárdenas Portugal y Colón, que profesó en el convento de Santo Domingo el Real de Madrid, y fue su priora.[80]

  4. Fernando de Cárdenas Valda y Zárate (n. Sevilla 1582),[90] caballero de Santiago,[91] que sirvió en Flandes como capitán de Infantería española y no fue casado.
  5. María de Cárdenas Valda y Zárate, dama de la reina Isabel de Borbón.
  6. Y Francisco de Cárdenas Valda y Zárate, caballero de Santiago, castellano de Alejandría en el ducado de Milán.

 Y de la tercera nació
  7. Lorenza de Cárdenas Manrique, que casó dos veces: primera con Francisco de Orense Manrique y Bernuy, su tío carnal, corregidor de Trujillo, que era viudo de Juana Zapata, y en segundas con Lorenzo Ramírez de Prado, caballero de Santiago, ministro del Consejo de Castilla y embajador de S.M.C. cerca del rey Luis XIII de Francia. Sin sucesión de ninguno de los dos.
6. Juan de Cárdenas y
7. otro Juan de Cárdenas, que ambos murieron niños.
8. Gabriel de Cárdenas (c. 1535-1591), natural de Llerena, presbítero secular, doctor y maestro en Teología por Salamanca,[92] catedrático de esta Universidad y su rector en 1557, canónigo magistral de la Catedral Primada de Toledo.[93]
9. Juana de Cárdenas y Figueroa, natural de Llerena, I condesa de la Puebla de Montalbán, aya del infante Don Felipe (después príncipe de Asturias y rey Felipe III). El rey Felipe II la autorizó a usar dicho título en 1573, al quedar viuda de Alonso Téllez Girón, III señor de la Puebla de Montalbán, comendador de Medina de las Torres en la Orden de Santiago, hijo de Juan Pacheco, primogénito del II señor, y de Leonor Chacón, su mujer, natural de Ocaña y hermana del I marqués de los Vélez. Con sucesión. Su hijo Juan Pacheco de Toledo y Cárdenas fue el concesionario del real despacho de creación de dicho condado. La casa siguió en su descendencia agnada hasta mediado el siglo XIX, agregándosele por sucesivos entronques los ducados de Uceda y Frías.
10. Elvira de Figueroa, que estuvo capitulada para casar con Íñigo López de Mendoza (1512-1580), su primo segundo, III marqués de Mondéjar y IV conde de Tendilla, pero este matrimonio no se llevó a efecto.[94] Hijo de Luis Hurtado de Mendoza y Pacheco, el II marqués, y de Catalina de Mendoza, su mujer, de los condes de Monteagudo, y nieto de Íñigo López de Mendoza, el Gran Tendilla, I marqués de Mondéjar, y de Francisca Pacheco, su segunda mujer, de los marqueses de Villena, hermana del abuelo de Elvira.
11. María de Toledo y
12. Catalina de Figueroa, que fueron monjas en el Monasterio de Santa Clara de Moguer, fundado por sus abuelos.
13. Isabel Pacheco, cuyo estado ignoramos.
14. E Isabel de Cárdenas y
15. Magdalena de Cárdenas, que ambas fueron monjas en el Convento de Santa Clara de Zafra.

### Condes de la línea directa (II a VI)
Segundo conde
Por fallecimiento del anterior en 1541, sucedió su hijo
• Pedro de Cárdenas y Figueroa (c.1505-1573), II conde de la Puebla del Maestre, señor de las villas de Gérgal, Bacares, Velefique y Villacelumbre, caballero de Santiago. También está enterrado en la iglesia de Santiago de Llerena.
Casó en 1539 con Isabel de Toledo y Pimentel, su prima segunda, señora de Magaña, que era hermana del Gran Duque de Alba e hija de García Álvarez de Toledo, III marqués de Coria y primogénito de la casa de Alba, y de Beatriz Pimentel, su mujer; nieta de Fadrique Álvarez de Toledo, II duque de Alba de Tormes, y de Isabel de Zúñiga y Pimentel, de los duques de Béjar, y materna de Rodrigo Alonso Pimentel, IV conde y I duque de Benavente, y de María Pacheco y Portocarrero, de los marqueses de Villena, que era hermana de Pedro Portocarrero el Sordo, señor de Moguer, abuelo de nuestro conde. Fueron padres de
1. Alonso de Cárdenas y Toledo, que sigue, y de
2. García de Toledo, caballero de Santiago, que murió sin descendencia sirviendo a S.M. en la Jornada de Inglaterra (1588).
3. Antonio Pimentel, que murió mozo en la Jornada de Portugal (1580).
4. y Elvira de Figueroa, que murió doncella.

Tercer conde
Por fallecimiento del anterior en 1573, sucedió su hijo
• Alonso de Cárdenas y Toledo (c.1540-1594), III conde de la Puebla del Maestre, señor de las villas de Gérgal, Bacares, Velefique y Villacelumbre. Hizo testamento cerrado en Madrid el 16 de octubre de 1594 a fe del escribano Francisco Ramos de Herrera y murió ese mismo año.
Casó tres veces: primera en 1565 con Catalina de Mendoza (1542-1572), que falleció en Llerena el 7 de marzo de 1572. Hija mayor de Íñigo López de Mendoza, III marqués de Mondéjar y IV conde de Tendilla, capitán general de Andalucía, virrey de Valencia y de Nápoles, y de María de Mendoza y Aragón, su mujer y deuda, de los duques del Infantado. 
El conde volvió a casar en 1574 con Estefanía Carrillo de Mendoza (c.1550-1580), dama de la reina Ana de Austria, que finó sin prole en Llerena el 7 de septiembre de 1580, hija de Fernando Carrillo de Mendoza y Villarreal, VII conde de Priego, y de Juana de Cárdenas, o Carrillo de Albornoz; nieta de Luis Carrillo de Mendoza, VII conde de Priego, y de Estefanía de Villarreal, y materna de Luis Carrillo de Albornoz, señor de Torralba y Beteta, y de Inés de Barrientos.
Y casó tercera vez en 1582 con María de Mendoza y Corella, hija de Ximén Pérez de Corella, VI conde de Cocentaina, y de Beatriz de Mendoza, su mujer, hija a su vez del general Bernardino de Mendoza, de los marqueses de Mondéjar, alcaide de La Goleta, virrey de Nápoles, trece de Santiago, y de Elvira Carrillo de Córdoba. 
De la primera tuvo por hijos a
1. Pedro Esteban de Cárdenas, primogénito, que murió mozo antes que su padre.
2. Isabel Pimentel, que casó con Alonso de Cárdenas y Valda, su tío segundo, señor de la casa de Valda, que estaba viudo de María Ortiz de Zárate y tenía de ella descendencia en que recaería la casa de la Puebla del Maestre. Arriba filiado como nieto del primer conde, hijo de Lorenzo Suárez. Isabel murió sin prole al poco tiempo (antes que su padre) y su marido contrajo terceras nupcias.
3. Y María de Mendoza, monja en el Convento de Santa Clara de Zafra.

 Y del tercer matrimonio nacieron:
4. Brianda de Cárdenas y Mendoza, que seguirá,
5. Alonso de Cárdenas y Mendoza, que sigue,
6. y Antonio Benito de Cárdenas, que nació el 14 de octubre de 1587[66] y murió de corta edad antes que su padre.</ref>

Cuarto conde
Por fallecimiento del anterior en 1594, sucedió su hijo
• Alonso de Cárdenas y Mendoza (c.1585-1603), IV conde de la Puebla del Maestre, que murió mozo el 5 de octubre de 1603.

Al fallecer soltero el IV conde en 1603, se entabló el primero de los pleitos habidos sobre la sucesión de la casa de la Puebla del Maestre, en que se enfrentaron de una parte Brianda de Cárdenas, que sigue, hermana del causante, y al fallecimiento de ella su hija Guiomar de Corella, las cuales tuvieron la posesión mientras se sustanciaba, y de la otra como demandante Luis de Cárdenas y Toro, que obtuvo la tenuta por sentencia de 1611, como más abajo se dirá.

Quinta condesa
Por fallecimiento del anterior en 1603, sucedió su hermana entera
• Brianda de Cárdenas y Mendoza (c.1583-1604), V condesa de la Puebla del Maestre, que también falleció prematuramente el 17 de julio de 1604.
Había casado en 1601 con Gastón Ruiz de Corella, su primo carnal, VII conde de Cocentaina, que la sobrevivió hasta 1611, hijo de Jerónimo Ruiz de Corella y Mendoza (hermano de María de Mendoza, la madre de Brianda, y primogénito del VI conde de Cocentaina a quien premurió) y de Guiomar de Moncada, su mujer, hija del I marqués de Aytona. De este matrimonio solo quedó una hija, que sigue.

Sexta condesa
Por defunción de la anterior en 1604, sucedió su hija única:
• Guiomar de Corella y Cárdenas (1604-1612), VI condesa de la Puebla del Maestre y VIII de Cocentaina, señora de Magaña, que murió niña en 1612. 
Poseyó el mayorazgo de la Puebla desde sus primeros días de vida, pues su madre murió al darla a luz, pero fue desposeída por sentencia de 1611, que otorgaba la tenuta a Luis de Cárdenas y Toro, que sigue, primo carnal de su abuelo. Ese mismo año, por muerte de su padre, Guiomar sucedió en la casa y estados de Cocentaina. Fue además señora de la villa de Magaña como poseedora de un mayorazgo fundado por su abuela Isabel de Toledo y Pimentel, consorte del II conde de la Puebla. Su tío Luis de Cárdenas y Toro, después de ganarle en pleito el mayorazgo de la Puebla, le reconoció la posesión del de Magaña por escritura de transacción hecha el 10 de febrero de 1612: el mismo año en que ambos murieron. 
Pese a que solo alcanzó los ocho años de edad, la condesita de Cocentaina fue capitulada para casar con Francisco Diego de Borja Aragón y Centellas (1596-1664), marqués de Lombay, futuro VIII duque de Gandía, quien por haber muerto niña su prometida casó después con Artemisa Doria y Colonna, su sobrina carnal. Hijo de Carlos Francisco de Borja Aragón y Centellas, VII duque, y de Artemisa Doria del Carreto, su mujer, de los príncipes de Melfi.
Después de los días de Guiomar de Corella quedó extinguida la descendencia del segundo conde de la Puebla del Maestre.

### Condes de la segunda línea (VII y VIII)
Séptimo conde
En vida de la anterior, por sentencia de tenuta de 30 de julio de 1611, ejecutada mediante real carta de 22 de agosto de 1612, sucedió un primo carnal de su abuelo:
• Luis de Cárdenas y Toro (c.1540-1612),  VII conde de la Puebla del Maestre, señor de las jurisdicciones de esta casa, de la de Lobón y del donadío de Llerena, alférez mayor de esta villa. Arriba filiado como nieto del primer conde. Antes de suceder en la casa y condado, había litigado sobre su tenuta con sus dos predecesoras.
Falleció en el mismo año de 1612, habiendo casado in artículo mortis con María González, la Rica. Mediante este matrimonio subsiguiente, quedaba legitimado el hijo único y natural que tuvo con esta señora y que sucedió en la casa.

Octavo conde
Por fallecimiento del anterior en 1612, sucedió su hijo
• Alonso de Cárdenas y González (c.1570-1615), VIII conde de la Puebla del Maestre, señor del donadío de Llerena y alférez mayor de esta villa, que murió sin descendencia el 14 de junio de 1615. Entró a poseer el título y estados de su casa a raíz de la muerte de su padre, pero se suscitó un reñido pleito sobre la sucesión y murió al poco tiempo sin que se hubiera dictado sentencia.
Casó con Antonia de Sandoval y Rojas, que bastantes años después de viuda y vuelta a casar sucedió como III condesa de la Torre por muerte de Perafán de Ribera, su hermano entero. Hija de otro Per Afán de Ribera o Pedro Suárez de Castilla y Ribera, corregidor de Toledo, señor de la Torre de la Reina en el municipio de Guillena y reino de Sevilla, y de Inés Enríquez Tavera de Saavedra, su mujer, dama de la reina Margarita, que siendo viuda fue camarera mayor de la reina de Francia y en 1618 fue creada condesa de la Torre de Perafán sobre dicho estado de su marido; nieta de otro Perafán de Ribera, señor de la Torre de la Reina, y de Ana de Guzmán, de los señores de la Algaba, y materna de Juan de Saavedra el Turquillo, caballero de Santiago, y de Francisca Enríquez de Sandoval, hija a su vez de Diego de Sandoval y Rojas, de los marqueses de Denia y condes de Lerma, caballero de Alcántara, deán que fue de Jaén, y de Inés de Vivero, su mujer, de los señores de Busianos. Habiendo enviudado sin prole del conde de la Puebla en 1615, Antonia de Sandoval contrajo segundo matrimonio con Lope Díez de Aux de Armendáriz, I marqués de Cadreita.

### Condes de la tercera línea (IX a XIII)
Noveno conde
Por fallecimiento del anterior en 1615 y sentencia del Consejo de Castilla de 21 de febrero de 1618, sucedió su primo 3.º
• Lorenzo de Cárdenas Valda y Zárate (1576-1637), IX conde de la Puebla del Maestre, señor de Lobón, del mayorazgo de la Torre del Fresno y de la casa de Valda y agregadas en Azcoitia, patrono de la iglesia de Santa María la Real de esta villa, caballero de Calatrava, arriba filiado como biznieto del primer conde (nieto de Lorenzo, hijo de Alonso). Nació en Valladolid el 12 de octubre de 1576, fue bautizado ese mismo día en la iglesia del Salvador y murió en Madrid el 29 de noviembre de 1637. Fue presidente de la Casa de Contratación de Sevilla, asistente y capitán general de esta ciudad, administrador general de los almojarifazgos, ministro de los Consejos de Estado y Guerra y presidente del de Indias, electo virrey de Nápoles y mayordomo del rey Felipe IV.
Casó hacia 1600 con Juana de Herrera y Padilla (c.1580-1613), hija menor y heredera de la casa de Melchor de Herrera y Ribera, I marqués de Auñón y de Oyra, señor de las villas de Auñón, Valdemoro, Valdaracete, Berninches, Villajimena y Talamanca, canciller mayor y tesorero general de Castilla reinando Felipe II, y de su Consejo de Hacienda, comisario general de los Ejércitos de Flandes, alférez mayor de Madrid y patrono de la capilla mayor del Convento de San Felipe el Real de esta villa, y de Francisca de Padilla, su segunda mujer; nieta de Fernán Gómez de Herrera, del Consejo de los Reyes Católicos y del Emperador, y de Ana de Ribera, de los señores del Villarejo de la Peñuela, y materna de Gutierre López de Padilla, señor de Novés, contador mayor de Castilla, comendador mayor de la Orden de Calatrava, y de María de Padilla y Bobadilla, de los señores de Pinos y Beas. Salazar y Castro cree que Juana de Herrera sucedió como III marquesa de Auñón, pero no parece que sobreviviera a su hermana Ana, la II marquesa. En todo caso, el título y casa recayeron en su descendencia. Procrearon siete hijos:
1. Lorenzo de Cárdenas y Herrera, que murió niño antes que su padre.
2. Diego de Cárdenas y Herrera, que sigue.
3. García Manuel de Cárdenas y Herrera, que no tomó estado.
4. María y
5. Catalina de Cárdenas, que fueron monjas bernardas descalzas en el Monasterio del Sacramento de Madrid.
6. Baltasar de Cárdenas y Herrera, que al parecer poseyó la casa de Valda, caballero de Santiago, marido de María de Ulloa Manrique. Esta señora era sobrina carnal de Mariana de Ulloa, marquesa de la Mota, la mujer de Diego (el X conde de la Puebla, de quienes se tratará en seguida), y parece que antecedió a su tía en la posesión de dicho marquesado. Hija única e inmediata sucesora de Francisco Antonio de Ulloa Zúñiga y Velasco, hermano de Mariana, marqués de la Mota y conde de Nieva, caballero de Santiago,[112] y de Ana de Mendoza, su mujer, que después casó con el conde de Santisteban del Puerto, hija a su vez de Ruy Gómez de Silva, I marqués de la Eliseda, de los duques de Pastrana, y de Antonia Manrique de Lara, su tercera mujer, condesa de Castañeda, de los marqueses de Aguilar de Campoo. Tuvieron por hijo a
José de Cárdenas y Valda, que murió niño.
7. Y Juana de Cárdenas y Herrera, que casó con Francisco de Luzón Guzmán y Aragón (c.1610-1657), mayorazgo de la casa de Luzón de Madrid, regidor perpetuo  de esta villa y señor del Soto de Luzón en sus arrabales, patrono de la obra pía de Doña Luisa de Luzón, de dotes para doncellas, y de la capilla de los Luzones en el convento de San Francisco, donde fue enterrado, contigua a la de los Lujanes. Fue caballero de Santiago,[113] gentilhombre de cámara del Infante Cardenal y maestre de campo del tercio con que la villa de Madrid sirvió en 1642 al rey Felipe IV en las guerras de Cataluña y Portugal, y murió sin prole dejando a su viuda por heredera de sus bienes libres. Había sucedido en dicha casa por muerte de su hermano Baltasar, y a él le sucedió su hermana María de Aragón, casada con el I marqués de Castañeda. Hijos los tres de Alonso de Luzón, señor de la misma casa y también santiaguista y maestre de campo,[114] y de María de Guzmán y Aragón, su mujer.[115]

Décimo conde
Por fallecimiento del anterior en 1637, sucedió su hijo
• Diego de Cárdenas y Herrera (1602-1659), X conde de la Puebla del Maestre, I marqués de Bacares y III de Auñón, caballero de Santiago, que fue como su padre asistente de Sevilla y su maestre de campo general. Figura a veces con los apellidos Cárdenas y Recalde. Nació en Madrid el 26 de julio de 1602, fue bautizado en la parroquial de Santa Ana el 10 de agosto y finó en 1659, habiendo testado en la villa y corte el 11 de mayo de 1658.
El marquesado de Bacares le fue otorgado por el rey Felipe IV en el año 1625, doce antes de suceder a su padre, como título de espera para los primogénitos de la casa de la Puebla del Maestre.
Casó con María Ana de Ulloa Zúñiga y Velasco (1606-1659), IX condesa de Nieva, natural y V marquesa de la Mota, que fue bautizada en esta villa el 28 de julio de 1606 y falleció el mismo año que su marido. Fue hermana y sucesora de Antonio de los mismos apellidos, el anterior conde y marqués, caballero de Santiago, ya citado como suegro de Baltasar, e hija de Luis de Ulloa y Quiñones, natural y III marqués de la Mota, caballero de Alcántara, mayordomo de la reina Isabel de Borbón, y de Francisca de Zúñiga y Velasco, su mujer, VII condesa de Nieva; nieta de Pedro de Ulloa y Quiñones y de Mariana de Ulloa, II marquesa de la Mota, su mujer y sobrina 2.ª, y materna de Antonio de Zúñiga y Velasco, VI conde de Nieva, y de Catalina de Arellano y Zúñiga, de los condes de Aguilar de Inestrillas. De esta unión quedaron tres hijos:
1. José Alejo Antonio de Cárdenas Ulloa y Zúñiga, que sigue,
2. Lorenzo Antonio de Cárdenas Ulloa y Zúñiga, que seguirá como XIII conde,
3. y María Antonia de Cárdenas Ulloa y Zúñiga (c.1650-1691), dama de la reina madre Mariana de Austria. Casó en Madrid el 18 de octubre de 1675[120] con Ernesto Alejandro Domingo de Ligne (1643-1686), príncipe de Chimay, duque de Arenberg, etc., par del Henao en los estados de Flandes y príncipe del Sacro Imperio, virrey de Navarra, caballero del Toisón de Oro, hijo de Philippe, anterior príncipe y duque, y de Theodore-Maximilienne de Gavre, condesa de Frezin. Sin sucesión.[121]

Undécimo conde
Por fallecimiento del anterior en 1659, sucedió su hijo
• José Alejo de Cárdenas Ulloa y Zúñiga (c.1630-1665), XI conde de la Puebla del Maestre, X de Nieva y III de Villalonso, II marqués de Bacares, VI de la Mota y IV de Auñón, señor de la casa de Valda, etc., patrono de la capilla mayor de la conventual de San Felipe el Real de Madrid, electo embajador extraordinario en Francia (1685), mayordomo del rey Carlos II y gentilhombre de su Cámara con entrada.
Casó en el Palacio Real del Buen Retiro el 11 de noviembre de 1657 con Inés de Castro Cabrera y Bobadilla (c. 1635-1665), dama de la reina Mariana de Austria, que en sus últimos días, ya viuda, sucedió como VI condesa de Chinchón, II marquesa de San Martín de la Vega y poseedora de los oficios perpetuos de tesorero general de Aragón, alcaide y guarda mayor del Real Alcázar de Segovia, alférez mayor de esta ciudad y tesorero de su Casa de Moneda. Nacida hacia 1635, falleció en Madrid el 27 de diciembre de 1665, habiendo enviudado del conde ese mismo año. Era hija de Andrés de Castro Cabrera y Bobadilla, que fue canónigo de Toledo pero dejó el estado clerical y sirvió al rey Felipe IV como general de la escuadra de bajeles del reino de Galicia y su gentilhombre de cámara, comendador de Portezuelo en la Orden de Alcántara, natural de Monforte de Lemos, y de Inés de Guzmán (o Enríquez de Ribera), su mujer; nieta de Pedro Ruiz de Castro Andrade y Portugal, V conde de Lemos, II marqués de Sarria, grande de España, y de Teresa de la Cueva y Bobadilla, su segunda mujer, de los condes de Chinchón, y materna de Perafán de Ribera, de los adelantados de Andalucía, y de Inés Enríquez de Tavera y Saavedra, I condesa de la Torre de Perafán. Inés de Castro era sobrina 2.ª de Luis Jerónimo Fernández de Cabrera y Bobadilla, IV conde de Chinchón, virrey del Perú; sobrina carnal de Francisca Enríquez de Ribera, su segunda mujer, y prima carnal de Francisco Fausto Fernández de Cabrera y Bobadilla, V conde de Chinchón, hijo único de dichos virreyes, a quien sucedió en la casa en 1665. De este matrimonio nacieron dos hijas:
1. Antonia de Cárdenas Cabrera y Bobadilla (c.1658-a.1665), III marquesa de Bacares, que murió niña en vida de su padre,
2. y Francisca de Cárdenas Cabrera y Bobadilla, que sigue.

Duodécima condesa
Por fallecimiento del anterior en 1665, sucedió su hija
• Francisca de Cárdenas Cabrera y Bobadilla (1660-1669), XII condesa de la Puebla del Maestre, VII de Chinchón, XI de Nieva y IV de Villalonso, IV marquesa de Bacares, VII de la Mota, V de Auñón y III de San Martín de la Vega, poseedora de las jurisdicciones, mayorazgos, patronatos y oficios perpetuos de sus padres, menina de la reina madre. Murió en 1669, siendo de edad de nueve años.

Decimotercer conde
Por fallecimiento de la anterior en 1669 y real carta de 1670, sucedió su tío (hermano de su padre)
• Lorenzo de Cárdenas Ulloa y Zúñiga (1642-1706), XIII conde de la Puebla del Maestre, XII de Nieva y de Villalonso, V marqués de Bacares, VIII de la Mota y VI de Auñón, señor de la casa de Valda, caballero de Santiago, familiar del Santo Oficio, mayordomo del rey Carlos II y gentilhombre de Cámara de Felipe V. En 1690 ganó la propiedad de la casa de la Puebla por sentencia de la Cámara de Castilla.
Casó cuatro veces: primera con Francisca de Saavedra y Guevara, hermana de Martín Domingo, conde de Escalante y de Tahalú, hija de Martín de Saavedra y Guzmán, barón de Prado, señor de las villas de Carosino y La Costa en el reino de Nápoles, presidente de las Reales Audiencias de Trani en dicho reino y de Santa Fe en el de Nueva Granada, caballero de Calatrava, gentilhombre de boca del príncipe Filiberto, natural y veinticuatro de Córdoba, y de Luisa o Lucía de Guevara y Manrique, su mujer, que era hermana de María, la condesa de Escalante, e hija a su vez de Pedro Ladrón de Guevara, de los condes de Tahalú, caballero de Alcántara (hermano del I conde de Escalante), y de Francisca de Mendoza. Contrajo segundas nupcias en Madrid (San Martín) el 20 de junio de 1676 con María Micaela de Bracamonte y Alarcón († 1676), hija de Luis Rubín de Bracamonte y Dávila, II marqués de Fuente el Sol, y de Mariana de Alarcón y Noroña, III marquesa de Trocifal y condesa de Torres-Vedras, dama de las reinas Isabel de Borbón y Mariana de Austria. Su tercera mujer fue Andrea de Velasco (c.1640-1685), viuda desde 1671 del X conde de Alba de Liste e hija de Bernardino Fernández de Velasco, VI duque de Frías, conde de Haro, marqués de Berlanga y condestable de Castilla, virrey de Aragón y gobernador del Milanesado, y de Isabel María de Guzmán, su primera mujer, de los marqueses de Toral. Y casó por cuarta vez en 1690 con Francisca Portocarrero y de la Cerda, hija de Cristóbal Portocarrero de Guzmán y Henríquez de Luna, IV conde de Montijo, y de Úrsula de la Cerda y Leyva, de los condes de Baños, marqueses de la Adrada y de Leyva. Pero solo fue fecundo su primer matrimonio, del que nacieron dos hijas:
1. Mariana de Cárdenas y Saavedra, VI marquesa de Bacares, que fue menina de la reina madre. Después de renunciar a la casa y herencia, entró monja clarisa coletina en las Descalzas Reales de Madrid.
2. Y María Luisa de Cárdenas y Saavedra (c.1675-1699), VII marquesa de Bacares, que como su hermana y su prima Francisca fue desde muy temprana edad menina de la reina madre y después dama de la reina Mariana de Neoburgo. Casó en 1696 con Manuel José Pérez Osorio de Vega (1675-1746), XII marqués de Alcañices y VII de Montaos, VIII conde de Grajal y VII de Villanueva de Cañedo, grande de España, señor de Villacís y de otras villas y lugares en el reino de León. Este señor volvió a casar en 1705 con Josefa de Guzmán y Spínola, de los marqueses de Montealegre, con quien tuvo sucesión, y era hijo de Álvaro Pérez Osorio y Fonseca, VI conde de Villanueva de Cañedo, y de Beatriz Francisca de Vega y Bracamonte, VII condesa de Grajal y VI marquesa de Montaos.[132] María Luisa murió en 1699 dejando una niña de tierna edad:
María Carlota Osorio y Cárdenas, que sigue.

Poseedora del mayorazgo
Por fallecimiento del anterior en 1706, sucedió en el mayorazgo su nieta
• María Carlota Osorio y Cárdenas (1697-1707), VIII marquesa de Bacares. Desde 1699 era la inmediata sucesora de su abuelo el XIII conde de la Puebla del Maestre, y en efecto entró a poseer el mayorazgo a su fallecimiento, ocurrido el 10 de junio de 1706. Pero solo le sobrevivió seis meses, por lo que no tituló. Murió niña el 15 de enero de 1707, quedando así extinguida la descendencia del IX conde, su tatarabuelo.

### Condesas de la cuarta línea (XIV a XVI)
Decimocuarta condesa
Por los fallecimientos del XIII conde en 1706 y de su sucesora en el mayorazgo en enero de 1707, la casa recayó en una nieta de Diego de Cárdenas y Zárate, hermano del IX conde:
• Catalina de Cárdenas Portugal y Colón de Toledo (c. 1635-1707), XIV condesa de la Puebla del Maestre, IX marquesa de Bacares, señora de Lobón. Esta señora fue generalmente conocida como duquesa de San Germán, por el título de su marido, a quien sobrevivió muchos años viuda. Para su filiación, véase la descendencia del I conde, línea de su hijo Lorenzo Suárez. Poseyó el mayorazgo de la Puebla muy al final de su vida y fugazmente, pues falleció al parecer en enero de 1707: solo seis meses después que el XIII conde, y por los mismos días en que finó también la única nieta de este y presunta sucesora. 
Contrajo matrimonio en Madrid el 25 de marzo de 1656, iglesia de San Sebastián, con el maestre de campo Francisco de Tutavila y del Tufo (1608-1679), duque de San Germán y de Sasón en el reino de Nápoles, natural de esta ciudad, señor de la villa de Saucedilla y del estado de la Campana de Albalá (que comprendía los actuales municipios de Casas de Miravete, Higuera de Albalat y Romangordo, todo en la provincia de Cáceres), comendador de Peñausende en la Orden de Santiago. Fue capitán general del Ejército de Extremadura y gobernador de esta región durante la guerra con Portugal, virrey de Navarra, de Cerdeña y de Cataluña, ministro de capa y espada de los Consejos de Italia, Guerra y Estado y del Colateral de Nápoles. El duque de San Germán era unos treinta años mayor que su mujer y murió repentinamente y sin prole supérstite en Madrid el 30 de enero de 1679. Tuvo un hermano llamado Vicencio que también sirvió en España, y fue hijo de los nobles napolitanos Ottavio de Tuttavilla y Porzia del Tufo, descendientes respectivamente de las casas de los condes de Sarno y de los marqueses de San Juan.
La prole que tuvieron se malogró.

Decimoquinta condesa
Por fallecimiento de la anterior en enero de 1707, sucedió su hermana
• Lorenza Francisca de Cárdenas Portugal y Colón (1645-1710), XV condesa de la Puebla del Maestre y I de Montenuevo de Río Leza, X marquesa de Bacares, señora de Lobón. También esta señora era ya anciana y viuda cuando sucedió en la casa de la Puebla, por lo que fue generalmente conocida por el título de condesa de Montenuevo, que le otorgó el rey Carlos II en 1692 sobre un señorío de su segundo marido. Natural de Madrid, fue bautizada en San Justo el 15 de septiembre de 1645; falleció en la misma villa y colación el 10 de enero de 1710 y fue enterrada en el Colegio Imperial. Había testado el anterior día 8 a fe de Luis Manuel de Quiñones, dejando por heredera universal a Mariana, su única hija supérstite.
Casó dos veces: primera con el maestre de campo Francisco Tello de Portugal, su deudo, II marqués de la Sauceda, caballero de Alcántara, natural y veinticuatro de Sevilla, hijo del también maestre de campo y veinticuatro Juan Gutiérrez Tello de Sandoval, caballero de Santiago o de Calatrava, corregidor de Méjico, y de Isabel de Portugal Medina y Guzmán (hermana del I marqués de la Sauceda); nieto de Francisco Tello de Sandoval Medina y Castro, el de Huévar, caballero de Santiago, y de Lucrecia de Castro y Medina, y materno de Diego de Portugal Colón y Botti, caballero de Santiago, y de Isabel de Medina y Carrillo de Guzmán. Este matrimonio, breve e infecundo, fue declarado nulo. El marqués volvió a casar en 1678 con María de Saavedra y Guzmán, de la que tuvo sucesión, y murió en Sevilla el 13 de septiembre de 1702, habiendo testado allí en 1694 a fe de Diego Mexía.
Lorenza contrajo nuevas nupcias con Luis Enríquez de las Casas y Villalobos (c.1625-c.1700), señor de Montenuevo de Río Leza, caballero de Santiago, mayordomo de las reinas Mariana de Austria y María Luisa de Orleans. Él era viudo y con prole, natural de Lima y hermano de otros tres caballeros de hábito. Hijo del licenciado Luis Enríquez de Villalobos, oidor en Santa Fe, Lima y Granada, consejero de Indias, natural de Madrigal de las Altas Torres, y de Inés de las Casas, que lo era de Panamá; nieto de Pedro López de Villalobos, natural de Madrigal, y de Isabel Enríquez, que lo era de Zamora, y materno del capitán Juan de la Fuente, alcalde de Panamá, natural de Sevilla, y de Juana de Rojas, que lo era de Granada. De este matrimonio nacieron cuatro hijos:
1. Juan Francisco, el primogénito,
2. Vicente
3. y José Enríquez de Cárdenas y Portugal, que los tres murieron niños o mozos antes de 1690,[144]
4. y Mariana Enríquez de Cárdenas y Portugal, que desde antes de dicho año quedó por primogénita y única supérstite, y sigue.

Decimosexta condesa
Por fallecimiento de la anterior en 10 de enero de 1710, sucedió su hija
• Mariana Enríquez de Cárdenas y Portugal (1682-1761), XVI condesa de la Puebla del Maestre y II de Montenuevo, XI marquesa de Bacares, señora de Lobón y de las torres del Fresno y del Águila. Natural de Madrid, fue bautizada en San Justo el 25 de mayo de 1682, Falleció sin descendencia el 29 de diciembre de 1761  Heredó de su marido la Quinta del Pardo, y en 1750 la donó a los reyes Felipe V e Isabel de Farnesio, quienes la incorporaron al predio de su Palacio del Pardo.
Casó en Madrid el 13 de julio de 1695 con Alonso Manrique de Lara y Silva (1672-1737), I duque del Arco, IV conde de Montehermoso y VIII de Fuensaldaña, XII vizconde de Altamira, grande de España, caballero de las Órdenes del Toisón de Oro y del Espíritu Santo, caballerizo, montero y ballestero mayor de dicho rey. Era hermano segundo de Marcos Manrique de Solís y Vivero, II conde de Montehermoso y VI de Fuensaldaña, X vizconde de Altamira, señor de Galisteo, Pasarón, Torremenga, Baños, Sagrejas, Malpartida, etc., y tío de Juan Manrique, su hijo y sucesor, a quien sucedió a su vez en dichos estados. Hijo de Pedro Manrique de Lara, señor de Arquillo (que fue hermano e inmediato sucesor del I conde de Montehermoso y V de Fuensaldaña), y de Antonia de Silva Ribera y Toledo, su mujer, que en segundas casó con el I conde de Castroponce; nieto de Alfonso Fernández Manrique de Solís, señor de Galisteo, etc., caballero de Santiago, y de María Manuel de Solís, y materno de Juan Francisco de Silva y Ribera, I marqués del Águila y V de Montemayor, y de María de Toledo y Vicentelo, de los condes de Cantillana; descendiente por varonía de los tres primeros condes de Osorno, del I de Castañeda y de los señores de Aguilar de Campoo. Ambos fallecieron sin descendencia.

### Condes de la quinta línea (XVII al actual)
Después de los días de la XVI condesa de la Puebla del Maestre, quedaba extinguida toda la descendencia de Lorenzo Suárez de Figueroa, el quinto hijo varón del primer conde y progenitor de las dos líneas genealógicas (tercera y cuarta) en que se había sucedido la casa desde 1618. Quedaban empero varias líneas provenientes de otros hijos e hijas del primer conde. Dos de ellas —la de los duques de Medinaceli y la de los vizcondes de Ambite— tenían prioridad genealógica sobre la de Lorenzo Suárez, y habían litigado reiteradamente por la sucesión de la casa, pero habían sido preteridas por razón de sus intrincados llamamientos e incompatibilidades. Y había más líneas que la pretendían, descendientes de hermanos del primer conde, hijos de los fundadores del mayorazgo.

Decimoséptima condesa
A raíz del fallecimiento de la anterior, ocurrido en 1761, se entabló un nuevo pleito por la sucesión que se falló a favor de
• Isabel María Pacheco Portocarrero y Cárdenas (1725-1782), XVII condesa de la Puebla del Maestre, XII marquesa de Bacares y IV de la Torre de las Sirgadas, concesionaria de la grandeza de España en 1780. Parece que entró en posesión de la casa en 1762 y obtuvo sentencia definitiva a su favor en 1767. Esta señora era hija y sucesora de Luis Pacheco Portocarrero y Vega, III marqués de la Torre de las Sirgadas, dueño de las aduanas y portazgos de la ciudad de Badajoz y alférez mayor de la de Jerez de los Caballeros, y de María de la Cabeza de Córdoba y Ramírez de Haro, su mujer; nieta de Alonso Pacheco Portocarrero, II marqués de la Torre de las Sirgadas, y de Isabel de Vega, señora del Carbajo y dueña del citado alferazgo y regalía, y materna de Antonio de Córdoba Lasso de la Vega y Francia (hermano del I marqués del Vado del Maestre) y de Inés Ramírez de Haro y Losada, V condesa de Bornos. Provenía por línea agnada de un hermano del I conde de la Puebla del Maestre. La genealogía de estos Pacheco Portocarrero, señores y marqueses de la Torre de las Sirgadas, se expondrá en la voz sobre este marquesado.
Casó en 1760 con Francisco de Paula Fernández de Córdoba y Lasso de la Vega (1737-1805), su primo carnal y sobrino 2.º, IV marqués del Vado del Maestre, hijo de Diego Ciriaco Fernández de Córdoba Lasso de la Vega y Mansilla, III marqués del Vado del Maestre, y de Isabel Josefa Pacheco Portocarrero y Vega, su mujer (hermana del padre de la condesa); nieto de Francisco de Paula Fernández de Córdoba y Veintimiglia, II marqués del Vado del Maestre, y de Isabel Mansilla Lasso de Castilla y Pareja Obregón; nieto materno de los II marqueses de la Torre de las Sirgadas, ya citados, y biznieto del general Diego Fernández de Córdoba y Lasso de la Vega, I marqués del Vado del Maestre, consejero de Guerra, caballero de Alcántara, y de Águeda de Veintimiglia y Arias del Castillo, señora de estas casas en Málaga. Procrearon tres hijos:
1. Francisco de Paula Fernández de Córdoba y Pacheco, que sigue,
2. Diego Fernández de Córdoba y Pacheco, cadete de Reales Guardias de Infantería Espaňola,
3. y María de las Angustias Fernández de Córdoba y Pacheco (1771-1847),[154] que casó en 1789 con Luis Vicente Melo de Portugal y Almunia (c.1774-1824), V marqués de Vellisca, grande de España, conde de Asumar (título portugués), señor de Barajas de Melo, natural de Valencia, hijo de Pablo Antonio José Melo de Portugal y de la Rocha Calderón, IV marqués de Vellisca, conde de Asumar, natural de Badajoz, y de Pascuala de Almunia y Rodríguez de Navarra, VII marquesa de Rafol de Almunia, que lo era de Benigánim en el reino de Valencia. Con posteridad en que sigue la casa de Vellisca.

Decimoctavo conde
En 1782 sucedió su hijo
• Francisco de Paula Fernández de Córdoba y Pacheco (1763-1824), XVIII conde de la Puebla del Maestre, grande de España, V marqués del Vado del Maestre, XIII de Bacares y V de la Torre de las Sirgadas, alférez mayor de Jerez de los Caballeros, sumiller de corps del rey Fernando VII, caballero del Toisón de Oro y gran cruz de Carlos III. Este señor y su cuñado el marqués de Vellisca se cubrieron ante el rey Carlos IV el 9 de febrero de 1789.
A principios del siglo XIX compró el palacio madrileño de la calle de San Mateo, que había sido edificado a partir de 1776 por el arquitecto Manuel Rodríguez para Rodrigo de Torres y Ruiz de Rivera, II marqués de Matallana. Este edificio, hoy sede del Museo del Romanticismo, pasó a ser la residencia principal de la familia durante algo más de un siglo: hasta principios del XX. El nuevo dueño lo remodeló, dotando de mayor ornamentación a la fachada principal, y puso su escudo de armas sobre el balcón central.
Casó en 1784 con María Antonia Fernández de Córdoba y Sarmiento (1764-1819), dama de la Orden de María Luisa, camarera mayor de la reina Isabel de Braganza, hija de Juan de Mata Fernández de Córdoba y Spínola, gentilhombre de Cámara de S.M. con ejercicio y servidumbre, y de Ana María Sarmiento de Sotomayor y Fernández de Córdoba, VI condesa de Salvatierra, grande de España, VIII marquesa de Baides, XI de Loriana, VI de la Puebla de Ovando, VII del Sobroso y de Valero, etc.; nieta de Nicolás Fernández de Córdoba y de la Cerda, X duque de Medinaceli y IX de Feria, IX marqués de Priego, etc., caballero de Santiago, y de Jerónima Spínola de la Cerda, su mujer y prima carnal, de los marqueses de los Balbases y duques de Sesto, y materna de José Manuel Sarmiento de Sotomayor y Dávila, VI marqués del Sobroso, primogénito de los V condes de Salvatierra, marqueses de Baides y de Loriana, etc., a quienes premurió, y de Ana María Fernández de Córdoba y Figueroa, de los condes de Teba y marqueses de Ardales. Procrearon a
1. Francisco de Paula Fernández de Córdoba y Pacheco, que sigue,
2. Juan de Mata Fernández de Córdoba y Pacheco,
3. Fausto Fernández de Córdoba y Pacheco
4. y María Luisa Fernández de Córdoba y Pacheco.

Decimonoveno conde
En 1850 sucedió su hijo
• Francisco de Paula Fernández de Córdoba y Pacheco (1785-1858), XIX conde de la Puebla del Maestre, grande de España, VI marqués del Vado del Maestre, XIV de Bacares y VI de la Torre de las Sirgadas, senador del Reino, diplomático con rango de embajador de S.M.C., gran cruz de Carlos III.
Casó en 1816 con María Manuela de Vera de Aragón y Nin de Zatrillas (1799-1839), VI marquesa de Peñafuente, hija del teniente general Vicente Javier de Vera de Aragón y Bejarano, conde de Requena y del Sacro Romano Imperio, grande de España (personal), de los duques de la Roca, caballero de la Orden de Santiago y comendador de la de Alcántara, y de Mariana Nin de Zatrillas y Sotomayor, IV duquesa de Sotomayor, grande de España. Fueron sus hijos:
1. Francisco de Paula Fernández de Córdoba y Vera de Aragón (1817-1854),[163] XV marqués de Bacares,[164] primogénito que premurió a su padre, gentilhombre de Cámara de S.M. con ejercicio y servidumbre. Casó en 1841 con Francisca de Paula de Montes y Gómez (1821-1889),[165] natural de La Zubia (Granada), hija de Andrés de Montes y Vela de los Cobos, caballero veinticuatro de Granada y de la Orden de Carlos III, y de María del Mar Gómez (de Mercado) y Lara. Residieron en Granada y tuvieron cuatro hijos:
  1. Francisca de Paula (1843-1849)[166] y
  2. Manuel Andrés Fernández de Córdoba y Montes (1845-1849),[167] que ambos murieron niños de un mismo accidente, en vida de su padre.
  3. Gonzalo Fernández de Córdoba y Montes (1849-1857),[168] XVI marqués de Bacares,[169] que también murió niño. Fue inmediato sucesor de su abuelo, a quien premurió con escasa antelación.
  4.  Y Francisco de Paula Fernández de Córdoba y Montes, que sigue.
2. Vicente Ferrer Fernández de Córdoba y Vera de Aragón, que murió niño,
3. Fausto Fernández de Córdoba y Vera de Aragón (1820-1869), VII marqués de la Torre de las Sirgadas. Casó con Isabel Frontini y Brouner (1825-1890), natural de Milán,[170] con descendencia en que sigue dicho marquesado.
4. María Antonia Fernández de Córdoba y Vera de Aragón (1821-1908), mujer de Mariano de Samaniego y Asprer (1825-1889), jefe de negociado de la Ordenación de Pagos por Obligaciones del Ministerio de Gracia y Justicia,[171] caballero de la Orden de Alcántara[172] y de la Civil Española de San Juan de Jerusalén, hijo de Joaquín Félix de Samaniego Urbina Pizarro y Velandia, IX marqués de Villabenázar, IV de Valverde de la Sierra, VII de Caracena del Valle y de Tejada de San Llorente y V de Monte Real, II conde de Casa Trejo, VIII vizconde de la Armería, consejero de Estado, caballero de la Orden del Toisón de Oro y también de la Civil Sanjuanista, gran cruz de Carlos III y maestrante de Valencia, mayordomo mayor de los reyes Fernando VII e Isabel II, y de Narcisa de Asprer y de la Canal, su segunda mujer, camarera mayor de la reina madre.
5. Mariana Fernández de Córdoba y Vera de Aragón (1823-1919),[173] dama noble de María Luisa, que casó en 1861 con Teófilo Rodríguez Bahamonde de Castro y Limia (1827-1827),[173] marqués de Baamonde.[174]
6. Fernando Fernández de Córdoba y Vera de Aragón (1824-1895), VII marqués del Vado del Maestre (desde 1859). Casó con Antonia Bermúdez de Castro y Rascón (1830-1905), natural de Salamanca, hija de Rafael Bermúdez de Castro y Mejía, colegial y rector del Mayor del Arzobizpo en Salamanca, regidor perpetuo de esta ciudad jure uxoris, y de Jacoba Rascón Cornejo y Aparicio, III vizcondesa de Revilla de Barajas. Fueron hijos suyos, todos nacidos en Salamanca:[175]
  1.  Fernando Fernández de Córdoba y Bermúdez de Castro (n.1854), que casó con Ángela Nadal y Ortega. No sucedió en el marquesado porque después de los días de su padre hubo un pleito por la sucesión que se falló a favor de Luis Juárez de Negrón y Valdés Fernández de Córdoba y Alfonso, a quien se despachó real carta en 1909.
  2. Ramón Fernández de Córdoba y Bermúdez de Castro (n.1859)
  3.  y Blanca Fernández de Córdoba y Bermúdez de Castro (n.1867), que dio su mano a Marcelino Sánchez-Ventura y López, natural también de Salamanca.
7. José Francisco de Paula Fernández de Córdoba y Vera de Aragón (1824-1884),[176]
8. Manuel Fernández de Córdoba y Vera de Aragón,
9. Luisa Fernández de Córdoba y Vera de Aragón (1827-1902),[177] dama de las reinas Isabel II, Mercedes y María Cristina, que casó con Agustín de Silva y Bernuy, su deudo (1826-1872),[178] XIV duque de Híjar, XIV de Lécera y X de Bournonville, XIV conde de Aranda y X de Salvatierra, VIII marqués de San Vicente del Barco, XI del Sobroso y de Orani, XX conde de Ribadeo, XIX de Salinas, XX de Belchite, XIV de Guimerá y XV de Vallfogona, seis veces grande de España, caballero de Santiago y maestrante de Sevilla, hijo de Cayetano de Silva y Fernández de Córdoba, duque de Híjar, de Lécera y de Bournonville, conde-duque de Aliaga y Castellot, conde de Aranda, de Salvatierra y de Palma del Río, etc., ocho veces grande de España, caballero de Santiago, de Carlos III y maestrante de Sevilla, gentilhombre de Cámara de S.M., y de María de la Soledad Bernuy y Valda, su mujer, de los condes de Montealegre. No tuvieron descendencia.
10. Ramón Fernández de Córdoba y Vera de Aragón (1832-1898),[179] general de brigada de Artillería y caballero de Santiago,[180] que heredó el castillo de Gérgal. Casó en Granada con María del Rosario Marín y Montes (1842-1899),[181] natural de esta ciudad y sobrina carnal de la mujer del mayor, hija de José Marín y Saavedra y de María del Mar de Montes y Gómez. Tuvieron por hijas a:
  1. María del Rosario Fernández de Córdoba y Marín (1864-1930),[182] marquesa de la Puebla de Ovando (desde 1910), natural y vecina de Granada, mujer de Julio Seriñá y Lillo (1864-c.1935),[183] coronel de Artillería, hijo del teniente general Julio Seriñá y Raymundo y de María de Loreto Lillo y Roda. De esta unión fue unigénita
María del Rosario Seriñá y Fernández de Córdoba (1901-1929). Casó en 1916 con Antonio Almunia y de León (1896-1972), quien después de enviudar de ella sin prole fue VII marqués de Almunia (título de las Dos Sicilias) y casó en segundas con María Teresa Laffitte y Vázquez, duquesa viuda de Béjar, con quien tuvo sucesión. Era hijo de Luis Almunia y Bordalonga, VI marqués de Almunia, y de Vicenta de León y Núñez-Robres, naturales los tres de Valencia.[184]

  2.  Y María Luisa Fernández de Córdoba y Marín, última dueña hereditaria del castillo de Gérgal, que no tomó estado. Murió sin descendencia hacia 1940, y por haberse extinguido también la de su única hermana, legó el castillo al ayuntamiento de Gérgal, y el cortijo que poseía en el municipio al aparcero que lo llevaba. En 1968 el castillo pasó a ser propiedad del Estado, que —tras declararlo alienable— lo vendió cuatro años después en subasta pública a un particular.
11. Y Paulino Fernández de Córdoba y Vera de Aragón (1833-1874),[185] marqués de la Puebla de Ovando (desde 1867), caballero de Santiago,[186] capitán de Caballería y cruz laureada de San Fernando de 1.ª clase. Casó con Celia Méndez y Delgado (1844-1908), natural de Fuentes de Andalucía (Sevilla), hija de Manuel María Méndez y Creus, caballero de Alcántara y maestrante de Ronda, magistrado de la Audiencia Territorial de Madrid y auditor honorario de Marina, y de Ana Delgado y Parejo. No tuvieron prole, y la marquesa viuda entró en religión, fundando con el beato Marcelo Spínola (después cardenal arzobispo de Sevilla) la Congregación de Esclavas Concepcionistas del Divino Corazón de Jesús, de la que fue superiora general con el nombre de Madre María Teresa del Corazón de Jesús.[187]

Vigésimo conde
En 1859 sucedió su nieto
• Francisco de Paula Fernández de Córdoba y Montes (1850-1915), XX conde de la Puebla del Maestre, grande de España, XVII marqués de Bacares (también por real carta de 1859), senador del Reino, natural de Granada. No fue casado, pero dejó un hijo ilegítimo, habido en Rafaela Fernández Martínez:
Francisco Fernández de Córdoba y Fernández, que sigue.

#### Transmisión por línea ilegítima
Vigesimoprimer conde
Por real carta de 1918 sucedió su hijo
• Francisco Fernández de Córdoba y Fernández (c.1890-1956), XXI conde de la Puebla del Maestre, grande de España, XVIII marqués de Bacares (también por real carta de 1918) y XII de la Puebla de Ovando. El rey Alfonso XIII le habilitó para poder suceder en los títulos nobiliarios de su padre, pese a ser ilegítimo, mediante real cédula de 18 de mayo de 1918. Casó dos veces: primera en 1920 con María de la Concepción González-Ochoa y Enríquez de Salamanca, y contrajo segundas nupcias en 1931 con María Teresa de Castañeda y Erro, nacida en la ciudad de San Sebastián (Guipúzcoa) en 1913, hija de José Joaquín de Castañeda y Echevarría y de Francisca Erro y Companys. De la segunda tuvo una hija, que sigue.

Vigesimosegunda condesa
Sucedió por Cartas de 1958 su hija
• María Teresa Fernández de Córdoba y Castañeda (1933-2015), XXII condesa de la Puebla del Maestre, grande de España, XIX marquesa de Bacares y XIII de la Puebla de Ovando. Se desprendió en vida de todos sus títulos, cediéndolos a sus hijos.
Casó con Rafael Bernaldo de Quirós y Pardo de Santayana (1924-2015), hijo de Rafael Bernaldo de Quirós y Bustillo y de Inés Pardo de Santayana y Redonet, su mujer; nieto de Rafael Bernaldo de Quirós y Mier, de los señores de Olloniego y de la casa de la Espriella, y de María de la Consolación Bustillo y Mendoza, IV marquesa de los Altares. Padres de
1. María Teresa Bernaldo de Quirós y Fernández de Córdoba, casada con Paolo Benzi Berardo,
2. Francisco de Paula Bernaldo de Quirós y Fernández de Córdoba, que sigue,
3. e Inés Bernaldo de Quirós y Fernández de Córdoba, marquesa de la Puebla de Ovando (desde 2002). Casó en Guadalmina en 1995 con Fermín Ruiz de Ojeda e Iñarra, abogado natural de Pamplona (n.1953), hijo de Ricardo Ruiz de Ojeda y Feduchy y de María Teresa Iñarra y Etulain.

#### Actual titular
Por cesión de la anterior y real carta de 15 de diciembre de 2004, sucedió su hijo
• Francisco de Paula Bernaldo de Quirós y Fernández de Córdoba, XXIII y actual conde de la Puebla del Maestre, grande de España, XX marqués de Bacares (desde 1981), que nació en la ciudad de San Sebastián (Guipúzcoa) el 18 de julio de 1958.
Casó el 18 de enero de 1985 con María de Fátima Loring Tassara, nacida el 27 de julio de 1960, hija de Ignacio Loring y Guilhou (1920-2000) y de Sofía Tassara y Pla, su mujer; nieta de Manuel Loring Martínez, I conde Mieres del Camino, y de Marta Guilhou y Georgault, en segundas nupcias de esta, y materna de Clemente Tassara Buiza y de Sofía Pla y Ruiz. Tienen cuatro hijos:
1. Francisco de Paula Bernaldo de Quirós y Loring, inmediato sucesor, nacido el 17 de octubre de 1985,
2. Rafael Jorge Bernaldo de Quirós y Loring, nacido el 7 de julio de 1987,
3. Ignacio Bernaldo de Quirós y Loring, nacido el 8 de mayo de 1991,
4. y María de Fátima Bernaldo de Quirós y Loring, nacida el 17 de febrero de 1995.